# Нансен, Фритьоф
Фри́тьоф Ве́дель-Я́рлсберг На́нсен (норв. Fridtjof Wedel-Jarlsberg Nansen; 10 октября 1861 — 13 мая 1930) — норвежский полярный исследователь, учёный — доктор зоологии, основатель новой науки — физической океанографии, политический и общественный деятель, гуманист, филантроп, лауреат Нобелевской премии мира за 1922 год, удостоен наград многих стран. Именем Нансена названы географические и астрономические объекты, в том числе кратер близ Северного полюса Луны.
В молодости стал известен как спортсмен-лыжник и конькобежец. В 27-летнем возрасте впервые в истории пересёк на лыжах ледниковый покров острова Гренландия, что было воспринято широкой публикой как грандиозное спортивное достижение. В ходе попытки достижения Северного полюса — экспедиции на корабле «Фрам» — достиг 8 апреля 1895 года 86° 13′ 36" с. ш. Хотя после этого Нансен не участвовал в первопроходческих предприятиях, методы передвижения и выживания во льдах и используемое им оборудование стали примером для подражания для многих полярников мирового класса; Нансен регулярно консультировал полярных исследователей из разных стран.
Нансен изучал зоологию в университете Кристиании, работал в Бергенском музее; его исследования в области строения центральной нервной системы беспозвоночных были обобщены в докторской диссертации 1888 года. После 1897 года основные научные интересы Нансена переключились на вновь создаваемую науку — океанографию; исследователь участвовал в нескольких океанографических экспедициях в Северной Атлантике.
Как патриот Норвегии, Нансен в 1905 году выступил за расторжение унии Норвегии и Швеции, после чего на долгие годы основным его занятием стала политика. Между 1905—1908 годами он служил посланником Норвегии в Лондоне, поспособствовав утверждению высокого международного статуса Норвегии.
Последнее десятилетие жизни Нансена связано с Лигой Наций. С 1921 года он был её верховным комиссаром по вопросам беженцев. Велик его вклад в налаживание связей Европы и Советской России, оказание помощи голодающим Поволжья. В 1922 году он был удостоен Нобелевской премии мира за свою работу по репатриации и натурализации лиц, перемещённых в результате Первой мировой войны, и урегулированию связанных с этим конфликтов. Важнейшей его инициативой были Нансеновские паспорта, позволяющие беженцам без гражданства найти приют в других странах. После кончины Нансена его дело было продолжено Нансеновской организацией по вопросам беженцев, центральный офис которой получил в 1938 году Нобелевскую премию за усилия по распространению паспорта Нансена.

## Происхождение
Семейство Нансенов — датского происхождения, его родоначальником был купец Ханс Нансен (1598—1667), который в возрасте 16 лет совершил первое плавание по Белому морю, а в 21 год по приглашению царя Михаила Фёдоровича обследовал архангельское побережье. В 1621—1636 годах служил в Исландской компании, каждый год совершая поездки на Север. В дальнейшем он жил в Копенгагене и, хорошо владея русским языком, служил переводчиком короля Кристиана IV. В 1633 году опубликовал «Космографию», которая в значительной степени была основана на опыте его путешествий. В 1654 году Ханс Нансен был назначен бургомистром Копенгагена, а в 1658 году руководил его обороной во время войны со шведами. Скончался в должности верховного судьи, все последние годы жизни возглавлял политическую борьбу датского бюргерства против дворян. Фритьоф Нансен, по воспоминаниям дочери Лив, чрезвычайно высоко оценивал личность своего прапрапрапрадеда.
Только в XVIII веке Нансены перебираются в Норвегию: в 1761 году Анкер Антони Нансен (1730—1765) получил назначение на должность нотариуса в Итре-Согн (в округе Ёрен к югу от Ставангера), где женился на местной уроженке, однако после его смерти семья вернулась в Данию. А. Нансен совершенно не говорил по-норвежски, но «считался хорошим норвежцем». Его единственный сын Ханс Лейердаль Нансен (1764—1821) был судьёй в Тронхейме, а на первом чрезвычайном стортинге 1814 года стал активным сторонником унии со Швецией. От первого брака он имел шестерых детей. В семье Нансенов считалось, что его вторая жена Венделия Кристиана Луиса Мёллер — внебрачная дочь короля Фредерика VI. Она и была матерью Бальдура Фритьофа Нансена (1817—1885) — отца Фритьофа Нансена. Если эта версия верна, то Фритьоф Нансен был троюродным братом короля Фредерика VIII, отца норвежского короля Хокона VII.
Бальдур Нансен был чрезвычайно строгим и религиозным человеком; будучи юристом, он пользовался у своих клиентов неограниченным доверием. Первым браком женат на Минне Мо — свояченице поэта Йоргена Мо. Минна скончалась в декабре 1854 года через неделю после рождения болезненного сына Ханса, умершего в возрасте 12 лет — в августе 1867 года. Второй женой Бальдура Нансена стала баронесса Аделаида Йоханна Текла Исидореа Ведель-Ярлсберг (1832—1877), из рода немецкого происхождения, ведущего начало от князей Нассау-Зиген. Её дядя — граф Йохан Каспар Герман Ведель-Ярлсберг (1779—1840) — занимал должность вице-короля Норвегии и был автором норвежской конституции 1814 года. В первый раз Аделаида вышла замуж за сына пекаря — лейтенанта Якоба Бёллинга, от которого имела пятерых детей. Овдовев в 1853 году, Аделаида в 1858 году вышла замуж, предварительно посоветовавшись со старшими детьми, за Бальдура Нансена, который был её поверенным в делах. После свадьбы чета Нансенов переехала в усадьбу Стурё-Фрён (ныне — Нансен-Фрён в городской черте Осло). Во втором браке было шестеро детей: первенец Фритьоф, родившийся в 1859 году, умер в годовалом возрасте. Второму сыну, родившемуся 10 октября 1861 года, было дано то же имя. В 1862 году у него появился брат Александр.

## Становление

### Детство и юность
К событиям своего детства Нансен обратился в автобиографии «На вольном воздухе» (норв. Friluftsliv), опубликованной в 1916 году. Все мемуаристы отмечали, что для семьи Нансенов были характерны порядок и дисциплина, а также преклонение перед спортом, особенно лыжным — его культивировала Аделаида Нансен. Фритьофа стали приучать к лыжам с двух лет. У детей не было покупных игрушек, Фритьоф сам мастерил себе лук со стрелами, удочки, мельнички на ручье. В подростковом возрасте ему с братом Александром разрешалось проводить в лесу много времени, Нансен даже сравнивал себя с Робинзоном. В 10 лет Нансен попытался прыгнуть с трамплина в Хусебю и не покалечился лишь чудом, уже с 15 лет он регулярно участвовал в лыжных соревнованиях вместе со старшим (единоутробным) братом Эйнаром Бёллингом. В 1877 году Нансен стал членом только что основанного лыжного клуба Кристиании и в том же году занял 14-е место на юношеских соревнованиях.
В школе — его отдали в престижное заведение Ю. Оша и П. Фосса — Нансен не проявлял каких-то конкретных способностей, отличался упрямством и самоуверенностью, охотно участвовал в драках. Неусидчивость не мешала занятиям любимыми предметами: математикой и физикой. Однажды он попробовал самостоятельно изготовить ружьё из обрезка водопроводной трубы и во время его испытаний едва не лишился глаза.
В 1877 году скоропостижно скончалась Аделаида Нансен. Старшие дети к тому времени уже покинули родительский дом, при Бальдуре Нансене оставались Фритьоф и Александр. Отец продал усадьбу и переехал в Кристианию. В том же 1877 году Нансен поставил мировой рекорд по гонкам на коньках на 1 милю (1,6 км), а в 1878 году в первый раз стал победителем национального чемпионата по лыжным гонкам. Всего он выиграл этот чемпионат двенадцать раз.
В 1880 году Фритьоф Нансен окончил школу и сдал Examen artium, получив высшие оценки по естественным наукам и черчению. Его не прельщала карьера адвоката (на юриста стал учиться Александр Нансен), по совету отца он подал заявление в военное училище, но вскоре забрал его. Он долго колебался и с поступлением в Кристианийский университет, в конце концов выбрав зоологию, чем весьма обеспокоил отца. Главной причиной выбора было то, что «по юношеской неопытности он думал, что изучение зоологии связано с постоянным пребыванием среди природы — в отличие от химии и физики, к которым чувствовал особое влечение». К занятиям в университете Нансен приступил с началом 1881 года, тогда же он завоевал второе место в национальных состязаниях по бегу на коньках.
Научным руководителем Нансена был профессор Роберт Коллет (1842—1913), давний друг семьи, который был также руководителем кабинета зоологии. Он убедил Нансена заняться биологией тюленей, для чего тому следовало отправиться на промысловом судне в Северный Ледовитый океан. Необходимые формальности уладил лично Бальдур Нансен, Фритьофу предстояло идти под началом капитана Акселя Крефтинга (1850—1886) на шхуне «Викинг».

### Плавание на «Викинге»
Плавание в Ледовитый океан было подробно описано Нансеном на склоне лет в книге «Среди тюленей и белых медведей» (норв. Blant sel og bjørn, 1924). Он откровенно писал, что сам не знал, почему выбрал именно Север; научной подготовкой молодой Нансен не обладал, но уже был опытным стрелком и охотником. Шхуна «Викинг» покинула Арендаль 11 марта 1882 года и направилась к Ян-Майену, где находились щенные лёжки гренландского тюленя. Первые шесть суток плавания Нансен сильно страдал от морской болезни; оправившись, исполнял любую возлагаемую на него работу: грузил уголь, мыл посуду на камбузе, работал вперёдсмотрящим. Если не было штормов, он усердно занимался сбором научных данных: измерял температуру морской воды на разных глубинах и в результате опроверг теорию шведского физика Э. Эдлунда, утверждавшего, что морской лёд формируется на глубинах около 100 м, куда опускается с поверхности переохлаждённая вода. Также Нансен занимался сбором метеорологических данных и ловил мелких морских животных, часть улова (креветки) шла на камбуз. Когда появились тюлени, Нансен окончательно завоевал авторитет среди членов команды своей меткой стрельбой. 16 апреля Нансен обнаружил во льдах пла́вник — дерево, вынесенное в океан рекой, — и поначалу счёл, что это американская сосна, принесённая в Арктику Гольфстримом, однако потом убедился, что дерево доставлено льдами из Сибири. Этот плавник впервые натолкнул Нансена на мысль, что существует постоянный дрейф льда, который может быть использован для экспедиции в Северный Ледовитый океан.
К началу мая «Викинг» подошёл к Шпицбергену, охота весь этот период была неудачна. Судно пошло на юг, 24 мая команда посетила южное побережье Исландии, после чего двинулись к Гренландии. Навигация была чрезвычайно затруднена огромным количеством айсбергов и битого льда, однако Нансену удалось сделать важное открытие. Он обнаружил буроватый налёт на многолетнем льду и выяснил, что налёт состоит из пыли и комочков ила. Взятые им пробы были исследованы только в 1888 году и показали, что содержат минеральные вкрапления, гумус и частички лишайников, вероятно, происходящих из Сибири. Были найдены и диатомеи, что ещё больше убедило Нансена, что между северным побережьем Сибири и восточным побережьем Гренландии существует течение.
27 июня «Викинг» оказался затёрт сплошными ледовыми полями, начался незапланированный дрейф. Шхуну сносило к северо-западу, иногда она оказывалась на расстоянии в 12—13 миль от гренландского побережья. Исследуя айсберги в начале июля, Нансен обнаружил, что они могут переносить значительные количества минерального материала, дающего представление о геологическом строении неисследованных областей Гренландии. Нансен хотел высадиться на побережье, но капитан Крефтинг категорически запретил ему это.
Только 16 июля лёд стал разрежаться, на шхуне развели пары́, и 18 июля судно устремилось к Норвегии. 26 июля Нансен вернулся в Арендаль. В 1884 году в «Географическом журнале» Нансен опубликовал статью «Вдоль восточного берега Гренландии», в которой впервые проявился его незаурядный талант писателя.

## Берген
Вернувшись из Арктики, Нансен не стал восстанавливаться в университете. Взамен профессор Коллет предложил ему вакантное в то время место препаратора отдела зоологии в Бергенском музее. В 21 год Нансен поступил под начало директора музея профессора Даниэля Корнелиуса Даниэльсена и прослужил на этом посту шесть следующих лет. Даниэльсен был почётным членом Копенгагенского музея и Лундского университета, сооснователем литературного общества, картинной галереи и театра в Бергене. Нансена опекал и Герхард Армауэр Хансен — первооткрыватель возбудителя проказы, который познакомил Фритьофа с дарвинизмом и привил ему атеистические взгляды.
В Бергене Нансен поселился в доме священника Вильгельма Хольта и посвятил себя научной работе. Одновременно он чрезвычайно увлёкся искусством и литературой, особенно ценил драмы Ибсена и поэзию Байрона. К тому времени он свободно владел английским, французским и немецким языками. Способности к живописи проявились у него ещё в детстве, а в Бергене Нансен стал брать уроки у художника Франца Ширтца — пионера изображения Арктики в живописи, участника арктических экспедиций, который даже советовал ему бросить науку. Старшая (единоутробная) сестра Нансена Сигрид Бёллинг в то время стала известной художницей.
В октябре 1883 года Нансен писал отцу, что его чрезвычайно взволновали известия об успешном использовании Адольфом Норденшельдом лыж и саней для исследования внутренних областей Гренландии. В феврале 1884 года он поставил очередной спортивный рекорд: в одиночку совершил переход через горы из Бергена в Кристианию, после чего принял участие в соревнованиях в прыжках с трамплина в Хусебю и выиграл их. До Нансена никто не рисковал совершать длительные лыжные переходы в горах; резко отрицательное отношение к поступку Фритьофа выразили и Бальдур Нансен, и профессор Даниэльсен. К 1884 году относится первое романтическое увлечение Нансена — Эмми Касперсен, однако помолвка расстроилась из-за плачевного материального положения учёного.
В 1883 году определяется научное направление деятельности Нансена. Летом он получил от профессора палеонтологии Йельского университета Чарльза Марша приглашение в США, но отклонил его, поскольку Бальдур Нансен незадолго до того перенёс инсульт. Однако Нансен попал под влияние профессора Йенского университета Вилли Кюкенталя, предложившего ему заняться центральной нервной системой беспозвоночных. В 1884 году в Норвегии на международном химическом конгрессе побывал основатель микробиологии Луи Пастер, чьи выступления направили внимание Нансена на ознакомление с новейшими достижениями науки за границей.

### Стажировка в Европе
2 апреля 1885 года от повторного инсульта скончался Бальдур Нансен. Вскоре после этого Нансену была присуждена золотая медаль Фриеле за первую его научную работу — «Материалы по анатомии и гистологии мизостом» (норв. Bidrag til myzoostormernes anatomi og histologi). Даниэльсен предложил Нансену, сильно страдавшему после смерти отца, отправиться за границу. Чтобы получить средства, необходимые для поездки, Нансен попросил выдать ему медаль в бронзе, а разницу в стоимости выплатить наличными. Поездка была ему необходима в первую очередь для защиты докторской диссертации. В начале 1886 года Нансен отбыл в Германию, но уже в марте отправился в Павию, где учился у профессора Камилло Гольджи новым методам окраски микроскопических препаратов нервной ткани. В апреле 1886 года Нансен переехал в Неаполь на морскую биологическую станцию Антона Дорна, друга Н. Н. Миклухо-Маклая.
В Неаполе Фритьоф Нансен серьёзно увлёкся шотландкой Марион Шарп, совершавшей с матерью поездку по Европе. Когда мать и дочь уехали из Неаполя, Нансен бросил все свои занятия и отправился за ними в Швейцарию, где, однако, отношения между ним и Марион были разорваны. Главной причиной разрыва стали планы Нансена по пересечению ледникового щита Гренландии. Тем не менее Ф. Нансен и М. Шарп сохранили дружеские отношения до конца жизни.
Лето 1886 года Нансен провёл в Норвегии на военных сборах, во второй половине года вышла вторая его работа, основанная на материалах европейской поездки, — «Структура и состав гистологических элементов центральной нервной системы» (англ. The structure and combination of the hystological elements of the central nervous system), ставшая основой докторской диссертации. Работа была написана по-английски, по некоторым сведениям, именно М. Шарп правила английский текст. Для того времени это было необычно: языком науки XIX века считался немецкий, Великобритания и США в научном отношении были периферией.

## Гренландская экспедиция 1888—1889 годов

### Планы
Впервые замысел пересечь ледниковый покров Гренландии зародился у Нансена летом 1882 года на борту тюленебойного судна «Викинг». В 1883 году он прочитал в газете заметку, в которой описывалось благополучное возвращение Норденшельда из гренландской экспедиции. Особенно Нансена поразили слова сопровождавших шведского исследователя саамов, что поверхность ледника очень удобна для лыж и позволяет в кратчайший срок пройти огромные расстояния.
Принципиальным отличием плана Нансена от всех предыдущих было направление передвижения экспедиции. Сам он писал об этом так:

Прежние попытки делались в направлении с населённого западного берега на восточный, а последний окружён льдами, дрейфующими здесь в море в течение бо́льшей части года и препятствующими судам подходить к берегу. Экспедиция, вышедшая с запада на восток, не могла бы рассчитывать найти убежище на восточном берегу или на возможность быть забранной оттуда судном; она должна будет, если ей удастся пересечь Гренландию, идти обратно тем же путём к западному берегу, то есть проделать двойной путь.
Большое внимание Нансен уделял и тому, что при высадке на восточный, тогда считавшийся необитаемым, берег Гренландии «будут сожжены мосты»:

…Для сохранения своей жизни и возвращения домой необходимо будет дойти до населённых мест на западе во что бы то ни стало; иного выбора не будет, а это всегда сильный стимул в действиях человека.
По плану надлежало высадиться во фьорде Сермилик к западу от Ангмагссалика (65°35′ с. ш.) — там располагалось стойбище эскимосов. Далее путь шёл к верховью фьорда, откуда начинался подъём на ледниковый щит. Курс по леднику — северо-западный до датской колонии Кристиансхоб в заливе Диско, где, по предположению Нансена, имелся пологий спуск с ледника. Планируемая дистанция равнялась 600 км.

### Подготовка
В ноябре 1887 года Нансен решился поехать в Стокгольм, чтобы ознакомить со своим планом Норденшельда. При встрече присутствовал профессор стокгольмской Высшей школы Брёггер (позднее написавший биографию Нансена), на которого крайне негативное впечатление произвело то, что Нансен явился без пальто, в вязаной лыжной куртке он походил на акробата. Норденшельд планов Нансена не одобрил, но счёл их вполне выполнимыми и даже был готов поделиться собственным опытом. Примечательно, что в Стокгольме Нансен познакомился с Софьей Ковалевской, они произвели друг на друга сильное впечатление и некоторое время переписывались. О характере их отношений до сих пор ведутся споры.
После поездки в Стокгольм Нансен представил Университету Кристиании ходатайство об отпуске необходимых ему 5000 крон (около 2500 рублей по курсу 1888 года). Начиналось оно фразой: «Я намерен летом предпринять поход через материковые льды Гренландии», а заканчивалось обширной цитатой из Норденшельда: «в настоящее время едва ли можно указать на более важную задачу для полярной экспедиции, чем изучение внутренней части этой страны». Университет план принял и одобрил, обратившись за финансированием к правительству. Одновременно Нансен обратился к Норвежской академии наук с просьбой о финансировании. Проект экспедиции был опубликован в журнале «Naturen» (норв. «Природа») в январе 1888 года. В феврале 1888 года Нансен на лыжной прогулке впервые встретил свою будущую жену Еву Сарс, но тогда не обратил на неё ни малейшего внимания, поскольку переживал бурный роман с представительницей артистической богемы Дагмар Энгельхарт (норв. Dagmar Engelhart; 1863—1942), известной под прозвищем «Кленодия» (норв. Klenodie — Драгоценность).
В финансировании было отказано с весьма суровой формулировкой: «правительство не видит необходимости выдавать значительную сумму на увеселительную поездку частного лица». В прессе развязалась настоящая антинансеновская истерия. Лив Нансен приводит в «Книге об отце» текст издевательского объявления, опубликованного в одном из юмористических журналов:

ВНИМАНИЕ! 
 В июне сего года препаратор Нансен демонстрирует бег и прыжки на лыжах в центральной области Гренландии. Постоянные сидячие места в ледниковых трещинах. Обратного билета не требуется.
В защиту Нансена встали в основном датские специалисты, например, известный полярник и знаток Гренландии Хенрик Йохан Ринк (1819—1893), создатель теории ледниковой эпохи, впервые предположивший, что гренландский ледяной щит есть последний реликт четвертичного оледенения. Ринк же преподавал Нансену и его спутникам основы гренландского языка. В прессе в поддержку Нансена публично выступил геолог — профессор Амунд Теодор Хелланд (1846—1918), его статья обратила на себя внимание датского предпринимателя Августина Гаме́ля (1839—1904), который уже 12 января 1888 года предоставил Нансену искомые 5000 крон. Нансен с радостью принял дар, за что подвергся нападкам норвежских патриотов. Во время посещения Копенгагена 2 мая 1888 года Нансен встретился с Кристианом Майгором — спутником Роберта Пири в его попытке пересечь Гренландию в 1886 году. Майгор заверил Нансена, что ничего невозможного в его предприятии нет.
Несмотря на враждебное отношение прессы, в Норвегии нашлись желающие участвовать в экспедиции. В состав команды вошли:
1. Фритьоф Нансен, 27 лет — начальник экспедиции, также исполнял обязанности кока.
2. Отто Свердруп, 33 года — по профессии капитан арктического промыслового судна.
3. Олаф Дитриксон, 32 года — премьер-капитан норвежской армии, картограф. Выполнял программу метеорологических исследований.
4. Кристиан Кристиансен, 24 года — северонорвежский крестьянин, уроженец фермы Трана (по имени которой его часто называют).
5. Самуэль Йоханнесен Балту, 27 лет — саами по национальности, оленевод и каюр.
6. Оле Нильсен Равна, 46 лет — саами по национальности, оленевод и каюр.

Все перечисленные были опытными лыжниками и охотниками, обладающими навыками выживания в арктической природе. Саамов предполагалось использовать как погонщиков оленей, однако после того, как пришлось обходиться без тягловых животных, их специфические навыки не были востребованы. Со Свердрупом Нансена познакомил его брат Александр, к тому времени работавший адвокатом на севере Норвегии, его усадьба соседствовала с фермой Свердрупов.

### Защита диссертации
28 апреля 1888 года, за 4 дня до отправления экспедиции, прошла защита докторской диссертации Нансена «Нервные элементы, их структура и взаимосвязь в центральной нервной системе асцидий и миксин». Защита прошла со скандалом, один из оппонентов заявил: «Практически вряд ли можно надеяться, что молодой человек вернётся из этого похода живым, и если он будет счастливее оттого, что получил перед отъездом докторскую степень, так почему бы не дать ему её?» По воспоминаниям дочери Нансена — Лив Нансен-Хейер, по достоинству работа была оценена уже в начале XX века, а сам Нансен публично заявил, что пусть лучше будет плохая защита, чем плохое снаряжение. Роланд Хантфорд, напротив, утверждает, что негативные отзывы на докторскую работу Нансена были вполне оправданными.

### В Гренландии
Экспедиция отправилась в путь 2 мая 1888 года. Нансен вместе с пятью товарищами через Данию, Шотландию и Исландию добрался до восточного побережья Гренландии. 17 июля произошла высадка на плавучие льды в 20 км от побережья. Ценой огромных усилий группа на лодках прошла сквозь плавучие льды и достигла побережья 17 августа. Первоначально поход намечался от фьорда Сермилик, но фактически экспедиция стартовала южнее, из бухты Умивик. Дальнейшее продвижение осуществлялось на лыжах через неизвестную территорию, тягловой силой служили сами люди (на каждого приходилось более 100 кг груза). Морозы достигали −40 °C, шерстяная одежда плохо защищала от холодов, а в рационе почти не оказалось жиров (Свердруп даже просил у Нансена выдать в пищу сапожную мазь на основе льняного масла). 3 октября 1888 года экспедиция достигла западного побережья, совершив первый переход через льды Гренландии на дистанцию около 470 км. Во время всего путешествия Нансен и его спутники вели метеорологические наблюдения и собирали научные материалы.
Достигнув фьордов западного побережья Гренландии, в частности Амераликфьорда, Нансен и Свердруп отделились от остальной команды, соорудили импровизированную лодку и попытались найти помощь. Члены экспедиции воссоединились только 11 октября. Ещё 6 октября, добравшись до побережья, Нансен и Свердруп узнали, что опоздали на последний пароход, шедший на родину. Отправленный в тот же день на каяке гонец-эскимос успел, однако, передать письма и телеграммы членов экспедиции для отправки в Норвегию. Предстояла зимовка в Готхобе: Нансен категорически отверг предложение датского губернатора жить в его доме и поселился в эскимосском жилище с целью изучить изнутри жизнь этого народа. Он участвовал в охоте и рыбной ловле эскимосов, неплохо овладел гренландским языком.
15 апреля 1889 года в Готхоб прибыл пароход «Видбьёрн» (дат. Hvidbjørnen), на котором члены экспедиции отплыли в Копенгаген, куда прибыли 21 мая. В столице Дании путешественники стали гостями спонсора похода — А. Гамеля. На родину они вернулись пароходом «Мельхиор» 30 мая 1889 года как триумфаторы. Профессор Брёггер писал в биографии Нансена:

Для большинства толпившихся на пристани людей Нансен был викингом, связывающим саги отдалённого прошлого с сагой сегодняшнего дня, с сагой о лыжнике, скатывающемся с головокружительной высоты… Нансен являлся для них олицетворением национального типа.

### Результаты Гренландской экспедиции
Нансен получил в ознаменование своих заслуг две награды: медаль «Веги» Шведского общества антропологии и географии и медаль Виктории Королевского географического общества Великобритании. Датское правительство вручило ему орден Данеброг, в Норвегии ему был вручён орден св. Олафа. Энтузиазм населения и элиты был так велик, что в 1890 году было основано самостоятельное Географическое общество Норвегии.
По результатам экспедиции Нансен написал две книги: двухтомную «На лыжах через Гренландию» (норв. Paa ski over Grønland) и этнографическое описание «Жизнь эскимосов» (норв. Eskimoliv), немедленно переведённые на английский язык. В дореволюционной России эти книги не переводились, а краткий пересказ «Жизни эскимосов» О. Поповой выдержал к 1926 году пять изданий. В 1928 году Нансен сильно сократил описание перехода через Гренландию, посвятив это издание норвежской молодёжи. Именно с этого варианта делались все последующие русские переводы книги (1930, 1937).
Книги эти свидетельствуют о приверженности Нансена в тот период идеям социал-дарвинизма. В частности, он считал, что эскимосы Гренландии живут в условиях коммунизма, а так называемый «прогресс» разрушает их по-своему совершенную традиционную культуру, в которой нет запретов, насилия и даже бранных слов, и призвал немедленно деколонизировать остров и прекратить приобщение эскимосов к достижениям цивилизации.
Широкая публика рассматривала Гренландскую экспедицию в первую очередь как грандиозное спортивное достижение: впервые был пересечён ледяной купол Гренландии. Однако это же предприятие принесло большое количество сведений по физической географии, обобщённых в двух томах научных результатов экспедиции: Нансен впервые определил характер распространения материкового оледенения как на восточном, так и на западном побережье Гренландии. Была опровергнута гипотеза А. Норденшельда о существовании оазисов во внутренних областях острова. Чрезвычайно важным был вывод Нансена о том, что Гренландский ледник следует считать довольно точной моделью четвертичного оледенения, оказывающего влияние на атмосферные процессы Северного полушария.
Важным открытием Нансена было то, что поверхность Гренландского ледника не ледяная, а снежная, и даже в самое тёплое лето количество выпавшего снега не уменьшается вследствие таяния. А. И. Воейков, опубликовавший в 1893 году статью «Научные результаты путешествия в Гренландию Нансена», назвал экспедицию одним из самых достопамятных путешествий новейшего времени, а наблюдения, сделанные Нансеном во внутренних областях Гренландии, — имеющими цену открытия.
В Готхобе Нансен обнаружил странную дощечку, украшенную китайским бисером. Позднее удалось выяснить, что это копьеметалка, используемая эскимосами Аляски. Она была принесена дрейфующими льдами, как и вся древесина, используемая гренландскими аборигенами. Пробы почвы и минералов, взятые Нансеном с дрейфующих льдов восточного побережья Гренландии, содержали диатомеи, идентичные обнаруженным Норденшельдом во льдах Берингова пролива. Для практики походов во льдах огромное значение сыграло освоение Нансеном навыков выживания эскимосов: покрой полярной одежды, использование ездовых собак, нарт и каяков.

## Женитьба
С Евой Хеленой Сарс (1858—1907) Нансен случайно встретился на лыжной прогулке в феврале 1888 года. Ева Сарс была дочерью (20-м ребёнком) известного в Норвегии зоолога — священника Микаэля Сарса (1805—1869) и Марен Катрин Вельхавен (1811—1898), сестры известного поэта Йохана Себастьяна Вельхавена. Ева была к тому времени знаменитой камерной певицей (меццо-сопрано), исполнительницей романсов, в 1886—1887 годах училась в Берлине у Дезире Арто. Помимо музыки, Ева Сарс увлекалась живописью, а также спортом. Любительница лыжного спорта, она изобрела женский лыжный костюм, по образцу саамского. Вторая встреча Евы с Нансеном произошла в Музыкальном кафе в Кристиании незадолго до его отъезда в Гренландию.
После возвращения Нансен получил должность куратора зоологического кабинета университета Кристиании — практически это была синекура, не предполагавшая определённых обязанностей, но с довольно значительным жалованьем (до того Нансен считался находившимся в годичном отпуске с сохранением оклада). Весь 1889 год прошёл для Нансена под знаком напряжённой работы — написание двух книг, отчёт об экспедиции, лекционные турне. Нансен был готов публично объявить о подготовке экспедиции к Северному полюсу (австралийское правительство предложило Нансену возглавить экспедицию в Антарктиду, в ответ на это предложение он заявил о плане достижения Полюса норвежцами).
11 августа 1889 года было объявлено о помолвке Фритьофа Нансена и Евы Сарс. Одним из условий помолвки было согласие Евы на участие Нансена в походе на Северный полюс. Отто Свердруп, только узнав об обручении, вспоминал:

Всю ночь после этого известия я не мог уснуть: я был так рад — ведь теперь Северный полюс летит ко всем чертям!
Свадьба состоялась 6 сентября 1889 года. Нансен не хотел венчаться и к тому времени официально вышел из государственной лютеранской церкви. Ева была дочерью священника, и Нансен в последний момент уступил. На следующий день после свадьбы чета отправилась в Ньюкасл на географический съезд, а после его окончания — в Стокгольм на награждение Нансена. Очень оригинально был отпразднован первый совместный Новый год — лыжным походом на гору Норефьель.
Для семейного дома Нансен выбрал берег Свартебукте в Люсакере, где кузен Евы архитектор Яльмар Вельхавен построил бревенчатый дом в древненорвежском стиле, причём дизайн отделки помещений продумал сам Нансен. Дом получил имя «Готхоб» («Добрая надежда»), поскольку строительство его велось в долг — под будущий гонорар от книги о Гренландской экспедиции.
В 1890 году Ева Нансен забеременела, но на третьем месяце произошёл выкидыш. В 1891 году Ева родила ребёнка, умершего всего через несколько часов, в результате Нансен, часто бывавший в разъездах, вновь сблизился с Дагмар Энгельхарт (она тоже вышла замуж в сентябре 1889 года). В отсутствие мужа Ева вернулась к занятиям музыкой и педагогикой. Поводом для серьёзного конфликта также послужила невозможность участия Евы в экспедиции к Северному полюсу. Во время третьей беременности Евы Нансен находился в Лондоне и, в частности, сделал доклад в Королевском географическом обществе. 8 января 1893 года родилась первая дочь Нансенов, названная Лив — Жизнь (норв. Liv Nansen). «Теперь она была на руках у Евы, и Фритьоф мог отправиться в путь».

## Экспедиция на «Фраме»

### Теоретическая основа. Планирование
В мемуарных книгах Нансен утверждал, что план похода через Гренландию и проект достижения Северного полюса с использованием дрейфа паковых льдов формировались примерно в одно и то же время — по результатам плавания на «Викинге». В 1883—1884 годах на юго-западном побережье Гренландии были найдены остатки предметов неудачной экспедиции на корабле «Жаннетта» под командованием лейтенанта американского флота Джорджа Де Лонга. Эта экспедиция потерпела крушение в 1881 году к северо-востоку от Новосибирских островов. Норвежский метеоролог профессор Хенрик Мон в 1884 году опубликовал статью, в которой проанализировал эти находки и подтвердил догадки Нансена о существовании трансполярного течения; статья Мона стала обоснованием идеи экспедиции к полюсу.
18 февраля 1890 года Нансен выступил на заседании только что основанного Географического общества Норвегии (доклад был опубликован в мартовской книжке журнала Naturen за 1891 год). В докладе он подробно анализировал причины неудач предыдущих арктических экспедиций и сообщал:

 Бесполезно идти, как это делали прежние экспедиции, против течения, мы должны поискать, не найдётся ли течения попутного. Экспедиция «Жаннетты», по моему глубокому убеждению, единственная из всех была на верном пути, хотя случилось это не по её воле и желанию.
Нансен заявил, что предполагает существование морского трансполярного течения, проходящего от района Берингова пролива через околополюсное пространство в Гренландию. Согласно его расчётам, ледовые массы перемещаются от Новосибирских островов до Гренландии за 700 суток. Это означало, что возможно практическое использование течения.
План Нансена был таков: построить судно возможно меньших размеров и возможно более прочное. Самое важное в судне — его способность выдерживать давление льда, для этого борта должны быть округлой формы, чтобы давление льдов выжимало корпус на поверхность. Первоначально Нансен предполагал идти через Берингов пролив, дабы побыстрее достичь Новосибирских островов. По прибытии на место предполагалось пройти как можно севернее по открытой воде, после чего пришвартоваться к льдине и предоставить льдам всё остальное. На случай, если произойдёт несчастье и придётся эвакуироваться, или, напротив, экспедиция будет вынесена к берегам неизвестной суши, Нансен намеревался использовать ездовых собак.
В Норвегии планы Нансена были безусловно поддержаны интеллектуалами и правительством. Новый доклад в Географическом обществе был прочитан им 28 сентября 1892 года. На докладе были представлены новые доказательства переноса во льдах сибирского леса и речного ила к побережью Гренландии. Надёжно идентифицировались и одноклеточные водоросли — диатомеи.
Совершенно иное отношение ждало Нансена за рубежом, особенно после доклада 14 ноября 1892 года в Королевском географическом обществе Великобритании. После доклада состоялись прения (материалы были опубликованы в The Geographical Journal, 1893, v. I, p. 1—32), которые показали, что Нансен остался практически в полном одиночестве. Против Нансена выступили почти все авторитетные британские полярники, а адмирал сэр Леопольд Мак-Клинток заявил, что «это самый дерзновенный план, когда-либо доложенный Королевскому географическому обществу». Большинство критиков не ставили под сомнение теоретические аргументы Нансена, но заявляли, что практически реализация плана невозможна. Находке вещей с «Жаннетты» никто из диспутантов не придал большого значения.
Ещё в 1891 году на план Нансена обратил внимание ведущий американский полярник того времени Адольф Грили. Он доказывал безусловную ложность постулатов Нансена, предполагая, что вещи, найденные в 1884 году в Гренландии, не принадлежали членам экспедиции Де Лонга. По мнению Грили, Северный полюс недостижим, так как занят мощным массивом суши, придавленной ледником, который и служит источником паковых льдов (в терминологии того времени палеокристического льда). Равным образом он скептически отнёсся к проекту идеального ледового судна, назвав намерения Нансена «бессмысленным проектом самоубийства». Американское общественное мнение было настроено прямо противоположным образом, и репортёры «Нью-Йорк Таймс» не скрывали восторгов по поводу проекта Нансена.
В России план Нансена сразу же встретил самое благожелательное отношение. По просьбе правительства Норвегии Министерство иностранных дел Российской империи снабдило Нансена «рекомендательным листом» подобным тому, который был выдан Норденшельду при плавании вдоль северных российских берегов, а российское Министерство внутренних дел оповестило прибрежные власти Архангельской и всех сибирских губерний об этой экспедиции и распорядилось оказывать ей всевозможную помощь. По просьбе Географического общества Главное гидрографическое управление прислало Нансену копии всех имеющихся в России карт полярных морей. Э. В. Толль лично в 1892 году совершил тяжелейшую поездку на Новосибирские острова, где заложил для Нансена три эвакуационных базы. Толль же закупил для Нансена 40 остяцких и 26 якутских собак, которых должны были доставить к побережью Югорского шара и устью реки Оленёк.

### Приготовления
Первоначально Нансен заложил смету в 300 тыс. норвежских крон (16 875 английских фунтов = 168 750 руб.), включая сюда стоимость судна, снаряжения, жалованья команде и содержания семей членов экспедиции. Постановлением стортинга от 30 июня 1890 года Нансену было ассигновано 200 тыс. крон с условием, что экспедиция будет иметь чисто норвежский национальный состав. На заседании стортинга были оживлённые прения по вопросу экспедиции Нансена, причём бюджетная комиссия высказалась против государственного финансирования. В результате субсидия была вынесена на голосование: 73 депутата высказались «за» и 39 «против». Для покрытия оставшихся расходов в январе 1891 г. была открыта национальная подписка, которую начал пожертвованием в 20 тыс. крон король Швеции и Норвегии Оскар II. Нансен по возможности избегал зарубежной финансовой поддержки, опасаясь общественного мнения. Все расходы составили 445 тыс. крон (25 тыс. фунтов стерлингов).
Нансен с самого начала предполагал обратиться к Колину Арчеру — ведущему судостроителю Норвегии. Первое (очень осторожное) письмо Нансен отправил 6 марта 1890 года. Арчер долго колебался, контракт был подписан 9 июня 1891 года. Было предложено три проекта: Нансеном, Свердрупом и самим Арчером, которые согласовывались довольно долго. Закладка судна произошла на верфи Арчера в Ларвике 11 сентября 1891 года. Спуск на воду прошёл 26 октября 1892 года. Руководила церемонией Ева Нансен, она же окрестила судно «Фрамом» («Вперёд»).
Ещё в Гренландии Нансен убедился в преимуществе маленькой команды из профессионалов, в которой каждый несёт равную долю работы. Общее число заявок на участие в экспедиции превысило 600, Нансен отобрал из них только 12 человек (включая себя), но в Вардё за полтора часа до отплытия был принят 13-й член команды — матрос Бернт Бентсен, который предполагал идти только до Югорского Шара, однако остался до конца экспедиции. Одним из соискателей был известный английский полярный исследователь Фредерик Джексон, подавший заявку ещё в 1890 году, но ему было отказано из-за происхождения, поскольку экспедиция предполагалась национальной — норвежской.

### Плавание и дрейф «Фрама»
«Фрам» отплыл 24 июня 1893 года из залива Пипервика от усадьбы Нансена «Готхоб» в Люсакере. До 15 июля судно шло вдоль берегов Норвегии, загружая припасы, а Нансен дал серию публичных выступлений с целью покрытия финансовых недостач экспедиции. Покинув Вардё, «Фрам» пустился в плавание по Баренцеву морю в сплошном тумане, который висел четверо суток. 29 июля «Фрам» вошёл в Югорский Шар, в ненецкое становище Хабарово, куда посланец Э. В. Толля — полурусский-полунорвежец, тобольский мещанин Александр Иванович Тронтхейм — доставил 34 остяцкие лайки. Карское море пересекли благополучно, оказавшись на траверзе Енисея 18 августа. Здесь в сплошном тумане были замечены группы мелких островов, один из которых был назван в честь Свердрупа.
К 7 сентября экспедиция была у полуострова Таймыр, открыв перед тем несколько групп мелких островов, которые были названы в честь помощника командира (острова Скотт-Хансена) и в честь спонсоров экспедиции (острова Фирнли и острова Хейберга). Гряду островов, впервые замеченных ещё Норденшельдом, Нансен назвал в его честь. Мыс Челюскин преодолели 9 сентября в сильную снежную бурю, грозившую вынужденной зимовкой. Нансен принял решение не идти к устью реки Оленёк, где Толль заготовил угольный склад и партию ездовых лаек. Вместо этого «Фрам» пошёл на север по открытым разводьям, огибая остров Котельный. Нансен рассчитывал добраться до широты 80°, но сплошные ледовые поля остановили «Фрам» 20 сентября на 78° с. ш. 28 сентября собаки были спущены с борта на лёд, а 5 октября было официально объявлено о начале дрейфа.
9 октября 1893 года на практике была проверена конструкция «Фрама»: произошло первое ледовое сжатие. Судно всё это время беспорядочно дрейфовало на мелководье (130—150 м). К 19 ноября «Фрам» находился южнее, чем в момент начала дрейфа. Нансен погрузился в депрессию. Полярная ночь началась 25 октября, к этому времени на борту был смонтирован ветрогенератор. В целом главным врагом команды «Фрама» стала скука, которая приводила к конфликтам людей, стиснутых в тесных жилых помещениях, а также постоянная депрессия Нансена: он очень тяжело переносил разлуку с женой. В январе 1894 года Нансен впервые стал задумываться о попытке на санях достигнуть Северного полюса. По словам его биографа Хантфорда, это была революция в способе передвижения по Арктике: собаки должны были тащить груз на нартах, а люди идти налегке на лыжах, экономя силы. Данный метод впервые должен был применяться для достижения Северного полюса.
Только 19 мая 1894 года «Фрам» пересёк 81° с. ш., двигаясь в среднем со скоростью 1,6 мили в сутки (Нансен опасался, что, если скорость дрейфа будет постоянной, на пересечение полярного бассейна понадобится не менее 5—6 лет). В этот период было сделано замечательное открытие: на месте мелководного Полярного бассейна обнаружился океан глубиной до 3850 м. К концу лета 1894 года Нансен убедился, что судно не достигнет полюса, и твёрдо решил в 1895 году отправиться в санный поход.
16 ноября 1894 года Нансен объявил команде, что покидает судно в будущем году. «Фрам» к тому времени находился в 750 км от мыса Флигели и на расстоянии примерно 780 км от Северного полюса. Нансен рассчитывал, что в поход пойдут два человека, 28 собак с грузом 1050 кг (по 37,5 кг на собаку). После достижения полюса (на это отводилось 50 суток) можно будет пойти либо на Шпицберген, либо на Землю Франца-Иосифа. В спутники Нансен наметил Ялмара Йохансена — спортсмена и опытного лыжника. Предложение ему было сделано 19 ноября, и он сразу же согласился.
Последующие месяцы были посвящены лихорадочным сборам. Предстояло построить индивидуальные нарты и каяки по эскимосскому образцу. С 3 по 5 января 1895 года «Фрам» испытал сильнейшие за всю экспедицию ледовые сжатия, так что команда готова была эвакуироваться на лёд. Главной опасностью были торосы, которые могли всей массой обрушиться на палубу, с таким грузом в сотни тонн «Фрам» не смог бы подняться из ледового ложа (лёд вокруг судна имел толщину 9 м). К концу января экспедицию вынесло течениями на широту 83° 34′ с. ш. Тем самым был побит рекорд Грили 1882 года — 83° 24′ с. ш.

### Поход к Северному полюсу
Санную экспедицию снаряжали в ограниченные сроки (около двух месяцев), используя только материалы, имевшиеся на борту экспедиционного судна. Первоначально предполагалось выступить на четырёх нартах, но неудачный старт 26 февраля 1895 года показал, что избранная конструкция нарт была ненадёжна — сломались поперечины. Попытка старта 28 февраля на шести нартах также провалилась: малое число собак (28) фактически заставляло проходить одну и ту же дистанцию шесть раз. Из-за этого были существенно сокращены запасы провианта (850 кг: на 120 суток для людей и всего на 30 — для собак). Выяснилось, что полярные костюмы из волчьего меха были неудачно скроены, и Нансен с Йохансеном сильно потели. Снятые на ночь, меховые костюмы замерзали. Нансен решил вернуться к шерстяным вязаным костюмам, опробованным в Гренландской экспедиции 1888 года. Они также были неудобны: плохо защищали от холода, замерзали на ходу, а ночью в спальном мешке оттаивали и постоянно были мокрыми.
Окончательно Нансен и Йохансен выступили 14 марта 1895 года на трёх нартах. Поход на север оказался чрезвычайно тяжёлым: постоянно дули встречные ветры, скрадывая за счёт дрейфа льда пройденное расстояние (в среднем путешественники преодолевали от 13 до 17 км в день), слабели и не могли спать собаки, шерстяные костюмы напоминали ледяные доспехи. Нансен и Йохансен неоднократно проваливались сквозь молодой лёд, обмораживали пальцы на руках. Температура постоянно держалась между −40 °C и −30 °C. Наконец, 8 апреля 1895 года Нансен принял решение прекратить борьбу за полюс: достигнув 86°13′36′′ с. ш., они повернули к мысу Флигели. До Северного полюса оставалось около 400 км.
13 апреля 1895 года вымотанные полярники легли спать, не заведя хронометра, и он остановился. Таблицы, необходимые для расчёта времени методом лунных расстояний, были забыты на «Фраме», оставалось определить расстояние от места последней обсервации. На Пасху 14 апреля Нансен определял широту, долготу и магнитное склонение, при вычислении гринвичского времени Нансен ошибся: уже в 1896 году выяснилось, что его хронометр спешил на 26 минут. При определении географических координат это давало погрешность в 6,5° долготы.
В апреле направление дрейфа льда сменилось на северное, что сильно сдерживало полярников. Корма для собак к 19 апреля осталось на три дня, и полярники начали забивать самых слабых животных, скармливая их оставшимся. 21 апреля Нансен и Йохансен обнаружили вмёрзшее в лёд лиственничное бревно, что подтверждало теорию Нансена о дрейфе паковых льдов от сибирского побережья к Гренландии. Только таким образом аборигены Гренландии могли получать необходимую для хозяйственных целей древесину. На бревне Нансен и Йохансен вырезали свои инициалы. К началу июня — времени таяния льдов — у них осталось 7 собак. С 22 июня по 23 июля 1895 года Нансен и Йохансен оказались блокированы сплошными полями тающих торосов, свою вынужденную стоянку они назвали «Лагерем томления». Температура иногда превышала нулевую, спать приходилось в мокрых спальных мешках, подложив под себя лыжи. Пришлось убить последних собак и бросить большую часть снаряжения, а также обрубить трёхметровые нарты, сделав их пригодными для волочения одним человеком.

### На Земле Франца-Иосифа. Зимовка
10 августа Нансен и Йохансен добрались до архипелага, которому Нансен дал имя Белая Земля (норв. Hvidtenland) — это были самые северные отроги Земли Франца-Иосифа. Ближайший остров, покрытый ледником, Нансен принял за два острова, дав им имя жены и дочери: Ева и Лив.
Неточные карты того времени ничем не могли им помочь (отталкиваясь в своих расчётах от неточной карты Пайера, путешественники ожидали к концу весны выйти к несуществующим, но отмеченным на этой карте, Земле Петермана или Земле короля Оскара), оставалось пройти как можно дальше до наступления зимы. Наконец, 28 августа 1895 года Нансен принял решение остаться на зимовку в неизвестной стране. Зимовка проходила с 28 августа 1895 по 19 мая 1896 года на мысе Норвегия в западной части острова Джексона. Нансен и Йохансен построили из моржовых шкур и камней землянку. Камни выламывались из морен, рычагом служил обрезок полозьев нарт, гравий рыхлили лыжной палкой, заступ сделали из лопатки моржа, привязав её к перекладине нарт, а киркой служил моржовый клык. Строительство велось с 7 сентября, новоселье отпраздновали 28 сентября.
Температура в землянке поддерживалась на уровне замерзания воды, единственным средством освещения и приготовления пищи была жировая лампа, сделанная из оковки полозьев нарт (из нейзильбера). Полярники питались исключительно медвежьим и моржовым мясом и салом, оставив взятые с «Фрама» припасы для пути на следующий год. Неудачным было и выбранное место для зимовки, с частыми штормовыми ветрами (однажды ветром сломало лыжи Нансена и унесло и сильно помяло каяк Йохансена) и большими стаями песцов, которые расхищали скудное имущество зимовщиков (например, линь или термометр). С марта пришлось перейти на голодный паёк: кончались запасы, а остатки припасов с «Фрама» от сырости покрылись грибком. Только 10 марта удалось застрелить медведя, мясом которого зимовщики питались 6 недель.

### Возвращение
21 мая 1896 года зимовщики выступили в дальнейший путь, рассчитывая добраться до архипелага Шпицберген. Поскольку все собаки были убиты ещё в 1895 году, передвигаться приходилось пешком, разводья преодолевались на каяках. Если позволял ветер, на нарты ставились импровизированные паруса из одеял (так было при пересечении острова Мак-Клинток). 12 июня едва не произошла катастрофа: полярники расположились на берегу для охоты, когда сильным ветром связанные каяки были унесены в море. Нансен, рискуя жизнью, доплыл до каяков и вернул имущество, сложенное на их борту. 15 июня Нансен едва не утонул, когда морж распорол парусиновый борт каяка, по счастью, не нанеся путешественнику телесных повреждений.
17 июня 1896 года Нансен во время приготовления пищи услышал собачий лай. Не поверив своим ушам, он решил сходить на разведку и случайно наткнулся на Фредерика Джексона, который со своей экспедицией с 1894 года находился на мысе Флора.
Нансен описывал это так:

С одной стороны стоял европеец в клетчатом английском костюме и высоких сапогах, цивилизованный человек, гладко выбритый и подстриженный, благоухающий душистым мылом…; с другой — одетый в грязные лохмотья, перемазанный сажей и ворванью дикарь, с длинными всклокоченными волосами и щетинистой бородой, с лицом настолько почерневшим, что естественный светлый цвет его нигде не проступал…

Джексон при первой встрече был уверен, что «Фрам» погиб, а Нансен и Йохансен — единственные выжившие. Вскоре он убедился в своей ошибке, как из слов и дневников Нансена, так и из результатов врачебного осмотра. На базе Джексона взвешивание показало, что после тяжелейшей зимовки и перехода Нансен прибавил в весе 10 кг, а Йохансен — 6 кг. Нансен писал: «Таково, следовательно, действие зимы при питании одним медвежьим мясом и салом в арктическом климате. Это совсем не похоже на опыт других полярных путешественников…». Полярники больше месяца провели на мысе Флора, привыкая к цивилизованной жизни и занимаясь геологическими исследованиями. Сопоставление карт Нансена и Джексона позволило уточнить размеры архипелага. Кроме того, оказалось, что в марте Джексон не дошёл до зимовья Нансена и Йохансена всего 35 миль, так как у него не было средств для преодоления разводьев. 26 июля 1896 года на мыс Флора прибыла яхта Windward, на которой Нансен и Йохансен вернулись в Норвегию, ступив на землю Вардё 13 августа. Нансен немедленно отправил телеграмму премьер-министру Ф. Хагерупу, завершавшуюся словами: «Возвращения „Фрама“ ожидаю в этом году». Планы Нансена полностью оправдались: «Фрам» прибыл в Скьервё 20 августа, не претерпев никаких повреждений и с командой в полном составе.

### В отсутствие Нансена
Уже с 1894 года одной из главных тем для газетных «уток» стал факт покорения Нансеном Северного полюса. Одна из первых сенсаций такого рода была раздута газетой «Le Figaro» в апреле 1894 года. Ева Нансен в 1895 году получила от некоего ясновидящего письмо, которое якобы было послано с Северного полюса. Лив Нансен приводит текст полученной 11 сентября 1895 года от начальника полиции Копервика телеграммы, в которой говорилось, что якобы в море найдена бутылка с письмом Нансена, брошенная у Северного полюса 1 ноября предыдущего года. «Нью-Йорк таймс» в 1895 году опубликовала серию репортажей якобы из Иркутска от «агента Нансена», которые послужили причиной ажиотажа даже в Национальном географическом обществе. Серьёзные исследователи не обращали внимания на слухи. Первым на родине Нансена встретил вдохновитель его путешествия — профессор Х. Мон, находившийся в Тромсё. Знаменитый метеоролог считал Нансена давно погибшим.
Уже через несколько недель после отъезда Фритьофа к Еве Нансен приехал импресарио Фогт-Фишер с просьбой устроить несколько концертов, впоследствии он гордился, что сумел уговорить её. Сам Нансен в одном из последних писем также уговаривал жену вернуться к артистической деятельности. Возвращение Евы Нансен на сцену, по воспоминаниям её дочери Лив, прошло триумфально, а в ноябре 1895 года она выступила в Стокгольме в присутствии королевского семейства. Вновь супруги Нансен воссоединились в Хаммерфесте 18 августа 1896 года.

### Национальный триумф
Возвращение «Фрама» превратилось в национальный праздник. Весь путь от Тромсё до Кристиании (20 августа — 9 сентября 1896 года) сопровождался чествованием в каждом порту. Судно шло на буксире, и была нанята временная команда. По пути в Берген на «Фрам» сел Э. В. Толль, он же от имени России поздравлял Нансена на королевском банкете. В Кристиании «Фрам» встречал военно-морской флот в полном составе, а на пути на королевскую аудиенцию команда Нансена прошла через триумфальную арку, образованную телами 200 гимнастов. Студенты университета увенчали команду лавровыми венками.
Нансен был награждён Большим крестом ордена Св. Олафа; Свердруп и Арчер получили командорские кресты первого класса; Блессинг, Скотт-Хансен и Йохансен стали рыцарями св. Олафа. Все перечисленные были награждены памятной медалью «Фрама», остальные 7 членов команды не получили никаких наград на том основании, что у них «не было высшего образования». В США Нансен был награждён высшей наградой Национального Географического общества — Медалью Каллума; 2 октября 1896 года он был избран иностранным почётным членом Русского географического общества. В 1897 году российское правительство по ходатайству Русского географического общества наградило Нансена орденом Св. Станислава 1-й степени, а совет Общества утвердил присуждение ему Константиновской золотой медали, высшей награды «за совершенный беспримерный подвиг, составляющий эпоху в исследовании Северного Ледовитого океана…». Вручение состоялось во время визита учёного в Россию 28 апреля 1898 года в зале Петербургского дворянского собрания; 18 апреля 1898 года Петербургская академия наук избрала Нансена своим почётным членом. Берлинское географическое общество в 1897 году наградило его Золотой медалью Александра фон Гумбольдта.
8 декабря 1896 года в Стокгольме были учреждены Фонд Нансена по продвижению науки и премия Нансена за лучшие научные исследования. Инициатором создания фонда был профессор Брёггер, сам Нансен был назначен пожизненным членом правления. В кратчайший срок было собрано 500 тысяч крон — сумма, превосходящая стоимость экспедиции.

### Результаты Норвежской полярной экспедиции
Хотя Нансену не удалось достигнуть Северного полюса, по выражению сэра Клемента Маркхэма (председателя Королевского географического общества), «норвежская экспедиция разрешила все географические проблемы Арктики». Экспедиция доказала, что в районе Северного полюса отсутствует суша, взамен установив существование океанского бассейна. Нансен открыл, что в дрейфе паковых льдов огромную роль играет сила Кориолиса, обусловленная вращением Земли. На основании анализа результатов экспедиции в 1902 году Нансен вывел два простых правила, описывающих скорость и направление дрейфа льда, известные как «правила Нансена» и получившие широкое практическое применение в полярных экспедициях XX века. Кроме того, Нансен впервые подробно описал процесс роста и таяния паковых льдов, а также описал феномен «мёртвой воды».
Для полярников-исследователей и спортсменов огромную роль играют технологические открытия Нансена. Он впервые в широком масштабе использовал опыт выживания эскимосов, а ряд его изобретений (лёгкие бамбуковые нарты с металлическими полозьями и аппарат для варки пищи и одновременной растопки питьевого льда с КПД = 90 %) используется до сих пор.

### Критика
Современники очень высоко оценивали подвиг Нансена, из исследователей-полярников исключения составили два американца: Роберт Пири — будущий покоритель Северного полюса — выразил недоумение, почему Нансен и Йохансен не могли вернуться на «Фрам» после своего трёхнедельного рывка к полюсу. Адольф Грили, категорически отвергавший все аргументы Нансена, уже в 1896 году не преминул упрекнуть исследователя за то, что тот «бросил своих людей в сотнях миль от обитаемой земли» и тем самым «пренебрёг священнейшим долгом начальника экспедиции». Нансен привёл его суждения в предисловии к описанию своего путешествия без каких-либо пояснений. Комментатор путешествия Нансена М. Б. Черненко писал по этому поводу:

Нансен приводит злопыхательские суждения Грили в свой адрес без каких-либо комментариев. Между тем суждения эти не только не объективны, но и элементарно недобросовестны. Грили отлично знал, что Нансен ушёл в свой пеший поход в то время, когда положение «Фрама» вполне определилось и экипаж судна под руководством своего капитана Отто Свердрупа накопил достаточный опыт, обеспечивающий безопасное возвращение на родину. Сам по себе пеший поход Нансена и Йохансена явился выдающимся подвигом, почти не имеющим равных в истории полярных исследований.
Также далеко не все соотечественники приняли Нансена как национального героя. В числе главных критиков в Норвегии были лица, которыми сам Нансен восхищался, — Кнут Гамсун и Генрик Ибсен. Гамсун ещё после окончания Гренландской экспедиции опубликовал в газете «Дагбладет» статью, в которой заявил, что главным её достижением было измерение температуры ниже −40°С.
По мнению норвежского исследователя Тура Буманн-Ларсена, Ибсен воспринял популярность Нансена как угрозу духовной жизни страны, ибо после его достижений «в Норвегии стало слишком много спорта, физических упражнений и лыж». Иными словами, Нансен пропагандировал «жизнь на воздухе» в ущерб «жизни в библиотеке». Неприязнь Ибсена к Нансену усилилась в 1897 году по личным мотивам: сыну драматурга Сигурду было отказано в должности профессора социологии Университета Кристиании, зато Нансен получил профессорское звание всего через 14 дней — и без обязательства чтения лекций. Ибсен вывел Нансена в драме «Когда мы, мёртвые, пробуждаемся» в образе помещика Ульфхейма — неистового охотника на медведей.

## Деятельность Нансена в 1896—1905 годы

### Научная работа
Важнейшей задачей Нансена было написание отчёта об экспедиции, на основе дневников путешествия и первично обработанных научных материалов. Р. Хантфорд утверждал, что отчёт в 300 000 слов Нансен подготовил уже в декабре 1896 года, а на английском языке он вышел уже в январе 1897 года. Тем не менее предисловие к первому норвежскому изданию самим Нансеном было датировано 27 сентября 1897 года. Описание путешествия посвящено Еве Нансен — «Ей, которая дала имя кораблю и имела мужество ожидать». Книга получила название «„Фрам“ в полярном море: Норвежская полярная экспедиция 1893—1896» (норв. Fram over Polhavet. Den norske polarfærd 1893—1896) и стала чрезвычайно популярна во всём мире: в 1897—1898 годах вышли её переводы на английский, немецкий, шведский и русский языки (последний выполнен со шведского издания). Гонорары от изданий и переизданий сделали Нансена состоятельным человеком. Однако это издание стало причиной разрыва отношений между Нансеном и Свердрупом: капитан «Фрама» хотел видеть себя соавтором книги, поскольку в ней был напечатан его «Отчёт о плавании „Фрама“ с 14 марта 1895 по 20 августа 1896 гг.», и считал, что недополучил гонорар. Одновременно он был назначен командиром новой норвежской полярной экспедиции на «Фраме». Вновь отношения между ними наладились только к 1927 году.
В 1897 году Нансена назначили профессором университета Кристиании с освобождением от чтения лекций до окончания обработки научных материалов экспедиции. Работа заняла около 10 лет, последний (шестой) том отчёта увидел свет на английском языке уже в 1906 году. Третий том был написан единолично Нансеном и был посвящён океанографии Полярного бассейна. С 1900 года Нансен читал в университете лекции по океанографии, а с 1908 года был утверждён профессором океанографии, а не зоологии.
В 1899 году Нансен принял участие в Стокгольмском совещании, на котором обсуждался вопрос о создании Международного совета по изучению моря. Совет был создан в 1902 году, от Норвегии в его состав вошли Нансен, Экман, Хелланн-Хансен и другие. Совет установил постоянные гидрологические разрезы, на которых четыре раза в год (февраль, май, август, ноябрь) в одних и тех же точках однотипными приборами должны были проводиться двухнедельные измерения. В том же 1902 году в Кристиании была создана Центральная лаборатория международных морских исследований, которую возглавил Нансен и которая стала главным научным центром океанографических исследований.

### Антарктический проект
Ещё до окончания обработки материалов собственной полярной экспедиции Нансен планировал норвежскую экспедицию в Антарктиду. Её план был изложен в докладе, прочитанном в Королевском географическом обществе во время посещения Англии с лекционным турне в 1897 году. Нансен полагал, что успешная экспедиция к Южному полюсу должна состоять из двух отрядов — судового и берегового. Поскольку Антарктида, по мнению Нансена, является гигантским вулканическим архипелагом, покрытым ледниками, для передвижения по нему идеально подходят нарты и ездовые собаки. Судовой отряд служит для транспортировки снаряжения и собак (числом около 100) и используется для океанографических исследований. Береговой отряд, отыскав базу для зимовки, совершит марш-бросок к полюсу. Экспедиция начала осуществляться, но «Фрам» казался неподходящим для новых планов Нансена (тем более что судно было занято в тот период экспедицией Свердрупа). В 1899 году Колин Арчер разработал проект нового южнополярного судна, но реализован он не был.
Сразу после возвращения «Фрама» Нансен стал главным специалистом по полярным исследованиям в мире, по выражению Р. Хантфорда — «оракулом для всех исследователей полярных широт Севера и Юга». Нансен консультировал бельгийского барона Адриена де Жерлаша, который планировал в 1898 году свою экспедицию в Антарктиду, одним из участников команды был Руаль Амундсен. Известнейший исследователь Гренландии Кнуд Расмуссен сравнил посещение Нансена с посвящением в рыцари. В то же время Нансен категорически отказался встречаться со своим соотечественником Карстеном Борхгревинком, сочтя его мошенником, хотя именно он совершил первую успешную зимовку на побережье Антарктиды. В 1900 году в Норвегию приехал за консультациями Роберт Скотт со своим покровителем Клементом Маркхэмом — давним другом Нансена, готовившим британскую экспедицию в Антарктиду. Несмотря на то, что англичане практически проигнорировали все советы, Нансен и Скотт остались в хороших отношениях.

### Плавание на «Микаэле Сарсе»
В 1900 году доктор Й. Йорт начал осуществление постоянной океанографической экспедиции на судне «Микаэль Сарс» (названном в честь отца Евы Нансен), специально построенном для морских исследований. Нансен отвечал за оснащение экспедиции необходимым научным оборудованием и сам принял в ней участие (описана в книге «На вольном воздухе»). Целью похода были комплексные исследования физического строения океана, морской фауны и флоры, условий и ресурсов рыболовства. 23 июля 1900 года «Микаэль Сарс» покинул Кристианию и направился к Исландии. Проведя несколько океанографических станций, команда посетила фьорды Исландии, а Нансен 31 июля навестил исландского писателя Сигватора Гримссона, который создал фундаментальную историю исландской церкви и жил при этом «как Иов». 4 августа судно подошло к кромке пакового льда: Нансена особенно интересовала граница смешения тёплых атлантических и полярных вод. Станция 5 августа показала, что за несколько миль пройденного судном расстояния температура воды может изменяться на величину от 3° до 5° С. Далее из-за сильных туманов пришлось на некоторое время зайти на Ян-Майен, и 17 августа команда вернулась в Норвегию. Главным результатом экспедиции стало открытие того факта, что морской окунь ведёт глубоководный образ жизни. Нансен подтвердил свою давнюю догадку, что в глубинных слоях океана могут образовываться гигантские волны (до 40—50 м высотой), возникающие в результате перемешивания лёгких и тяжёлых слоёв воды с разной температурой, но незаметные с поверхности. Выяснилось также, что в Норвежском море ниже горизонта 800—1100 м температура воды опускается до −1,2° С, при этом солёность её остаётся неизменной. Трёхнедельное плавание 1900 года положило начало систематическим океанологическим исследованиям в Северной Атлантике, подобные плавания стали с тех пор ежегодными.

## Семья
По свидетельству старшей дочери Фритьофа и Евы — Лив, Нансен трудно адаптировался к семейной жизни после экспедиции на «Фраме». Он стал раздражительным и неровным в обращении и очень тяжело переносил всеобщее внимание и поклонение. В дневнике Нансен писал:

Никогда в жизни я не чувствовал себя таким бедным, ничтожным, как теперь в качестве героя, которому воскуривают фимиам. Я так устал от всей этой суматохи, суеты. Куда же это всё приведёт? <…> Моя душа… словно обобрана незваными людьми. Я хотел бы убежать и спрятаться, чтобы вновь найти самого себя. 
Ева Нансен в конце 1896 года отправилась в гастрольное турне, оставив Фритьофа одного на три месяца. В её отсутствие Нансен вновь сошёлся с Дагмар Энгельхарт, причём Еве сообщил об этом профессор Брёггер. Тем не менее в зарубежных поездках и на официальных мероприятиях 1897 года Ева везде сопровождала Нансена, хотя он не порывал и с Д. Энгельхарт и не слишком скрывал отношений с ней. График выступлений был очень напряжённым: 41 выступление за 42 дня пребывания в Великобритании.
16 сентября 1897 года родился Коре (норв. Kåre Nansen) — второй ребёнок и первый сын в семье Нансенов, сразу после этого Фритьоф отправился в Соединённые Штаты в лекционное турне, которое должно было принести средства на строительство нового дома и проведение экспедиции к Южному полюсу. Он не смог вернуться к Рождеству домой, а переписка супругов показывает, что они оказались на грани разрыва. Положение осложнялось тем, что в США Нансену предложили возглавить концерн по колонизации и обустройству Аляски, где как раз разыгралась «Золотая лихорадка». По совету Евы и брата Александра Нансен отверг это предложение, а в январе 1898 года расторг контракт с фирмой, организовавшей поездку по Америке, и был вынужден уплатить большую неустойку. Из США Нансен отправился в Великобританию, а в 1899 году провёл турне по Германии, где его гонорар достигал 1500 марок за выступление.
Вокруг усадьбы Нансенов в Люсакере в период 1896—1899 годов складывается круг артистической элиты, здесь поселились художники Э. Вереншельд, Э. Петерсен, Г. Мунте, учёные — братья Э. и О. Сарсы (родственники Евы), оперный певец Т. Ламмерс (супруг Малли — сестры Евы Нансен), профессор М. Мо, писатель Х. Кинг, издатель О. Томмесен и другие. Ева Нансен в этот период продолжала давать уроки пения, одной из её учениц была и Дагмар Энгельхарт. В 1899 году Е. Нансен навсегда прекратила концертную деятельность, однако нередко устраивала домашние музыкальные вечера. На личность и увлечения Нансена этот круг общения оказал большое влияние, в частности, Э. Вереншельд убедил Нансена вернуться к живописи, тем более что свои книги Нансен иллюстрировал сам.
Семья Нансенов увеличивалась: в 1899 году родилась дочь Ирмелин (норв. Irmelin Nansen), чьё домашнее прозвище было Имми, в 1901 году — сын Одд (норв. Odd Nansen). Фритьоф Нансен в этот период купил участок леса в Форнебю площадью в 55 мол (5½ га) и принял решение строить большой дом, в котором можно было не только разместить семью, но и заниматься научной работой и устраивать светские приёмы. Лив Нансен в «Книге об отце» писала, что не знает, в какой момент было принято это решение.
Дом был построен Яльмаром Вельхавеном в 1901 году в стиле норвежской крепости, новоселье отпраздновали 4 апреля 1902 года. Усадьба получила название «Пульхёгда» (норв. Polhøgda, «Полярная высота»). Лив Нансен с гордостью писала, что в доме была оборудована ванная, которой не было ни у одного из соседей. Одновременно Нансен купил хутор Сёркье, ставший летней резиденцией семьи. В 1903 году родился пятый ребёнок Нансенов — сын Осмунд (норв. Åsmund Nansen), страдавший церебральным парезом.
В 1904 году Нансен приобрёл 32-тонную яхту «Веслемьё» (норв. Veslemøy, «Дева с гор»), названную в честь цикла песен, которые были написаны для Евы Нансен Э. Григом на стихи А. Гарборга. Яхта могла использоваться как для семейного отдыха, так и для научных исследований: Нансен совершал на ней океанографические плавания в 1904, 1909, 1911 и 1912 годах.

## Нансен — политик и дипломат
Лив Нансен писала: 

Политиком Нансена сделали время и обстоятельства. Сам он предпочёл бы целиком посвятить себя научной работе, и отнюдь не честолюбивые замыслы заставили его принять деятельное участие в борьбе за расторжение унии, а затем в создании первой конституции независимой Норвегии.
Нансен интересовался политикой с раннего возраста — ещё в 17 лет побывал с отцом и старшими братьями на собрании в Кристиании 13 марта 1879 года, посвящённом норвежскому флагу. Отец и все родственники Нансена были унионистами, причём Бальдур Нансен даже вступил по этому поводу в полемику с Бьёрнсоном. Младший брат Фритьофа Александр в университете возглавлял прошведское движение студентов. Шведско-норвежские противоречия обострились в самом начале 1890-х годов, причём формальным поводом для них послужил вопрос о собственной консульской службе Норвегии. Нансен внимательно следил за ходом политической борьбы и, став символом национального возрождения Норвегии, включился в борьбу за расширение прав родной страны. Ещё в период подготовки плавания на «Фраме» Нансен опубликовал в лондонской «Таймс» несколько статей, в которых разъяснял британской публике истинный статус Норвегии в унии (до того Норвегия изображалась мятежной страной, наподобие Ирландии). Он вернулся к этому вопросу в 1898 году, опубликовав в «Таймс» обстоятельный разбор конституционной борьбы Норвегии против Швеции.
По мнению Т. А. Шрадер, впервые с делами большой политики Нансен оказался связан во время первого визита в Россию в апреле 1898 года. В Санкт-Петербурге он был удостоен аудиенции у Николая II, во время которой обсуждался вопрос о невмешательстве Норвегии в случае российско-шведского конфликта. По просьбе премьер-министра Й. Стеена Нансен исследовал возможности пересмотра торговых соглашений между Россией и норвежско-шведским государством и встречался с министром финансов С. Ю. Витте. Переговоры завершились неудачно, о чём Нансен телеграфировал из Вены, опасаясь, что за ним могли следить разведывательные органы.

### Независимость Норвегии
Очередное обострение шведско-норвежских отношений произошло в феврале 1905 года, когда переговоры об урегулировании ситуации с консульской службой зашли в тупик. Кабинет Ф. Хагерупа, занявший умеренную позицию, сменился кабинетом К. Миккельсена (бывшего мэра Бергена), который главным пунктом своей программы объявил выход Норвегии из унии. Нансен откликнулся на события серией из пяти статей («Наш путь», «Мужчины», «Мужество», «Легкомыслие» и «Воля»), вышедших в феврале — марте в газете «Верденс Ганг». Нансен оказал большое влияние на общественное мнение, Миккельсену удалось провести через стортинг закон о самостоятельной норвежской консульской службе. Миккельсен очень хотел видеть Нансена в своём кабинете, однако национальный герой неизменно отказывался (Миккельсен уговаривал его вернуться в государственную церковь, без чего государственная служба была невозможна), но уступил просьбе премьера о содействии и отправился в марте в Берлин и Лондон, где разъяснял представителям элиты и широким массам проблемы Норвегии. Если поездка в Германию была неудачна, то в Англии Нансен добился прорыва: напечатал в газете «Таймс» статью о положении в Норвегии, сразу же перепечатанную в Швейцарии и Франции и ставшую серьёзным ударом для шведской дипломатии.
17 мая 1905 года — в День Конституции Норвегии — Нансен выступил на митинге в Кристиании, где, в частности, заявил:

Теперь мы поняли: что бы ни случилось, мы должны и будем защищать нашу самостоятельность и право на самоопределение в своих собственных делах, мы должны отстоять наше право или умереть за него.
23 мая стортинг постановил создать отдельную норвежскую консульскую службу, король Оскар II отказался ратифицировать закон; в ответ 27 мая норвежский кабинет министров подал в отставку, но король отказался её принять. 7 июня норвежское правительство передало свои полномочия стортингу, причём парламент единогласным решением обеих палат вновь не принял отставки правительства. В решении говорилось, что отныне правительство должно осуществлять полномочия, которые ранее были в руках короля, и, следовательно, шведский король перестаёт исполнять обязанности норвежского короля. Одновременно стортинг направил в Стокгольм отчёт о произошедшем, а также просьбу, чтобы королём Норвегии стал один из принцев Бернадотов. Нансен на следующий же день отправил в Англию статью, где разъяснял позицию норвежской стороны. 9 июня над Акерсхусом был поднят национальный норвежский флаг.
Шведская сторона сочла разрыв унии незаконным и отказалась его принять, не было дано ответа и на просьбу о занятии норвежского трона одним из Бернадотов. Норвегия в ответ объявила мобилизацию, на что Швеция потребовала провести в стране плебисцит о разрыве унии. Голосование прошло 13 августа 1905 года, его результаты были весьма показательны: 368 892 голоса против унии и только 184 — за её сохранение. 23 сентября правительство Швеции согласилось на мирное расторжение унии. Сразу после плебисцита Нансен выехал в Лондон, по пути в Копенгагене встретившись с послами Великобритании и Германии в Дании, а также министром иностранных дел Дании графом Рабеном. Когда он прибыл в Англию, британский парламент был ещё на каникулах, и Нансен вёл светский образ жизни; Ева оставалась в Норвегии. В Карлстаде шли норвежско-шведские переговоры, окончательный текст соглашений был утверждён стортингом 9 октября, а риксдагом — 13 октября.
Ещё в июле 1905 года Миккельсен направил Нансена в Копенгаген с секретным поручением — убедить принца Карла Датского занять норвежский престол. Нансен о ходе переговоров писал в дневнике:

Ещё летом я разговаривал с незрелым юношей, теперь он превратился в настоящего мужчину. И чем горячее он отстаивал свою правоту, тем более вызывал у меня уважение. <…> …Он именно тот человек и именно тех либеральных взглядов, которые подходят для норвежского трона. И всё-таки он продолжал стоять на том, что в таком важном вопросе должен высказаться народ, и заметил, что здесь он более либерален, чем я.
После разрыва унии в Норвегии были сильны позиции радикальных либералов, призывавших к установлению республики. Нансен считал, что агитация либералов ослабляет авторитет Норвегии за рубежом, и стремился как можно быстрее провести выборы норвежского короля; во второй раз в Копенгаген он отправился 20 октября 1905 года. 23 октября Нансен телеграфировал правительству условия принца Карла — плебисцит, причём сам принял активное участие в его организации. Референдум был проведён 12 и 13 ноября: за монархию проголосовали 259 563 избирателя, за республику — 69 254. 18 ноября стортинг утвердил результаты плебисцита и избрал принца Карла королём Норвегии Хоконом VII, его двухлетнего сына Александра — кронпринцем Улафом. 25 ноября король и королева Мод прибыли в Кристианию, где их встречали Фритьоф и Ева Нансены.

### Посланник в Лондоне
После обретения независимости Норвегия должна была занять своё место в мире, особенно важной задачей стало сохранение нейтралитета и территориальной целостности. В апреле 1906 года Нансен был назначен первым норвежским посланником (в ранге министра) в Великобритании и выехал в Лондон. Его основной задачей было постоянное взаимодействие с представителями крупнейших мировых держав с целью сохранения нейтральной позиции Норвегии и подготовки норвежско-английского договора, благо Нансен был чрезвычайно популярен в Великобритании. По описаниям дочери Нансена Лив начало работы было трудным: министр иностранных дел Эдвард Грей отсутствовал, а самому Нансену не удалось найти в Лондоне подходящего для посольства помещения, и он разместил миссию прямо в отеле Royal Palace в Кенсингтоне с видом на Гайд-парк.
Несмотря на огромную популярность в светских кругах Лондона и добрые личные отношения с королём Эдуардом, Нансен не считал дипломатические обязанности своей профессией и в письмах часто жаловался на скуку. Однако постоянное пребывание в Лондоне позволяло Нансену общаться с многими представителями научных кругов и работать в Королевском географическом обществе: Нансен вновь вернулся к планам покорения Южного полюса, а также стал писать большую книгу по истории полярных исследований. Одновременно он организовал визит в Лондон короля Хокона VII и королевы Мод, начавшийся 12 ноября 1906 года. С этого визита королевскую чету и Нансена связывали крепкие дружеские узы.
Норвежско-британский договор был подписан 2 ноября 1907 года в Лондоне, после чего Нансен счёл свою задачу полностью выполненной. Несмотря на уговоры короля Эдуарда, 15 ноября Нансен подал в отставку.

## Смерть Евы Нансен
В начале 1905 года Нансен вступил в любовную связь с Сигрун Мунте (урождённой Сандберг, 1869—1957) — женой и ученицей известного художника Герхарда Мунте. Её мать, Йенни Сандберг, была одно время замужем за старшим сыном Бьёрнсона. Мунте были соседями Нансенов по Люсакеру, Сигрун получила известность как изготовительница гобеленов в древненорвежском стиле, поклонником которых был даже принц Евгений Шведский. Отличаясь красотой, она была моделью многих живописцев; так, картина «Три принцессы» Э. Вереншельда, на которой была запечатлена С. Мунте, украшала кают-компанию на «Фраме». Примечательно, что на церемонии подъёма национального норвежского флага 9 июня 1905 года Нансен был с Сигрун Мунте, а не с Евой. Эта связь, о которой Еве было известно, стала причиной сильнейшего охлаждения в отношениях Нансенов, поэтому в Лондон Ф. Нансен отбыл без семьи, не присутствовала Е. Нансен и на коронации Хокона VII в Нидаросском соборе, на которой посланник в Англии обязан был представительствовать. Лив Нансен в своих мемуарах достаточно подробно описывает отношения Фритьофа и Евы Нансен этих лет, приводя многочисленные эпистолярные свидетельства, но имя Сигрун Мунте не упоминает. Вероятно, это было связано с тем, что Сигрун, будучи весьма экзальтированной особой, угрожала Нансену самоубийством, если он на ней не женится.
В октябре 1906 года Ева Нансен навестила Фритьофа в Лондоне, что совпало с официальным визитом норвежской королевской четы, Нансены жили вместе с ними в Виндзоре и к Рождеству вернулись на родину. Вторично Е. Нансен навестила мужа в Лондоне в апреле 1907 года, но уже в июне вернулась в Норвегию. Существовала ещё одна причина для размолвок: в конце апреля 1907 года Нансен выступил на заседании Королевского географического общества с докладом о ближайших целях полярных исследований. В докладе он подчеркнул, что важнейшей задачей является комплексное исследование бассейна Северного Ледовитого океана как с точки зрения географии, так и геофизики. Изучение Арктики позволит лучше уяснить механику и физику земной атмосферы, а также позволит разработать методику долгосрочных прогнозов погоды и ледовых прогнозов. Одновременно готовилась южнополярная экспедиция Нансена. Биограф Амундсена Тур Буманн-Ларсен писал: 

У Фритьофа Нансена не было политических или научных мотивов покорять Южный полюс. У него был план, обречённый на успех, было положение в обществе, позволявшее воплотить замысел в жизнь, и была свойственная всем полярникам изрядная доля тщеславия. Достичь Северного полюса Нансену не удалось, но у него оставался шанс расписаться на другой странице в хронике человечества. Этой пустой страницей был Южный полюс.
В конце сентября или начале октября 1907 года в «Пульхёгде» появился Руаль Амундсен, который просил предоставить ему «Фрам» для попытки достигнуть Северного полюса по старому плану Нансена — дрейфуя от Берингова пролива. Дальнейшее с разных точек зрения описали сам Нансен и его дочь. В письме сэру Клементу Маркхэму от 4 апреля 1913 года Нансен писал: 

В 1907 году я снова начал было заниматься своей подготовкой. Как раз в это самое время явился Амундсен и рассказал мне о своём плане — пройти на малом судне Беринговым проливом до кромки льдов, высадиться на лёд и проделать вместе с ним дрейф через Северный Ледовитый океан. Дрейфовать на судне он опасался. Я напрямую сказал ему, что одобрить его план не могу… Случись ему решиться на такую экспедицию, для этого есть одна возможность — проводить её на «Фраме», который построен специально для плавания во льдах. Но тогда возникнут трудности, потому что я сам собираюсь воспользоваться «Фрамом» для своей экспедиции к Южному полюсу. Тогда он спросил, не соглашусь ли я взять его с собой сперва в мою экспедицию, с тем чтобы после он мог получить «Фрам» для своего дрейфа в Ледовитом море.
Лив Нансен вспоминала, что её отец не решался говорить с Евой о своих полярных планах, визит Амундсена только обострил прежние проблемы, тем более что для Нансена — по его же словам — покорение Южного полюса было «завершающим аккордом карьеры полярника». После разговора с Евой (Амундсен ожидал в гостиной) Нансен сказал коротко: «Вы получите „Фрам“».
В ноябре 1907 года старший сын Нансена Коре заболел воспалением лёгких, его отец находился в Лондоне, и семейный врач не стал беспокоить Фритьофа подробностями. 21 ноября, выхаживая сына, серьёзно заболела Ева Нансен. Только 1 декабря решились известить Нансена, написав о симптомах. 7 декабря — в день 49-летия Евы — последовало резкое ухудшение (осложнение на сердце), после чего Нансену в Лондон была отправлена телеграмма. 8 декабря он выехал в Норвегию, 9 декабря в Гамбурге его встретила телеграмма о кончине Евы. Лечащий врач Нансенов, доктор Йенсен, писал Сигрун Мунте, что течение болезни было загадочным и необъяснимым.
Ева Нансен завещала не хоронить себя и сжечь её тело. Крематория в Норвегии того времени не было, Фритьоф Нансен с доктором Йенсеном отвезли тело в Гётеборг, где оно было кремировано. Место, где развеян прах, неизвестно: по версии Лив Нансен, он был развеян на даче в Сёркье; одна из легенд гласит, что пепел Евы удобрил розовый куст в «Пульхёгде».
По словам Лив Нансен, по приезде у Фритьофа были совершенно безумные глаза, и он рыдал как ребёнок. После похорон он погрузился в меланхолию: никого не принимал, ни с кем не разговаривал. Все заботы о семье пали на старшую дочь Лив, которой даже пришлось в 15 неполных лет бросить школу.
Попечение о детях Нансена приняли на себя друзья семьи и верные слуги, в дальнейшем старшую дочь Лив Нансен определил в пансион в Швейцарии, что сама она восприняла «как изгнание». Старшего сына Коре Нансен воспитывал сам и уже с 1909 года брал в свои научные и охотничьи походы, однако большую часть времени он проводил вне семьи. Сын Одд свои гимназические годы провёл в семье доктора философии К. Ланге в Виндерене. Заботу о младшей дочери Нансена — Ирмелин (Имми) — взяла на себя бездетная Сигрун Мунте, отношения с которой Нансен продолжал поддерживать. В начале 1913 года в возрасте 9 лет от туберкулёзного менингита скончался младший сын Нансена — Осмунд. Тело его было кремировано; Лив Нансен писала, что в кабинете у её отца стояла ваза, в которой, как она предполагала, находился прах Осмунда, но спросить об этом она так и не решилась.

## Деятельность Нансена в 1908—1918 годах
1 мая 1908 года была принята формальная отставка Нансена с дипломатической службы, в тот же день он был утверждён профессором океанографии Университета Кристиании. Эта должность была учреждена специально для него, она не предполагала чтения лекций, хотя Нансен преподавал океанографию с 1900 года. Это также показывает его внимание к сугубо научной деятельности. В период 1908—1911 годов Нансен предпринял два плавания на собственной яхте «Веслемьё» и одно — на судне «Микаэль Сарс». Плавание 1912 года на «Веслемьё» с заходом на Шпицберген позволило решить проблему переноса атлантических вод в Северный Ледовитый океан, а также установить природу глубинных вод Полярного бассейна. Тогда же он выдвинул идею так называемого «порога Нансена», который является естественной границей между Гренландским морем и Ледовитым океаном.
Во время плавания на «Веслемьё» 1909 года Нансен получил известие о покорении Пири Северного полюса. Лив Нансен так описывала этот эпизод:

 Когда… отец только-только улёгся, примчался посыльный сказать, что ему срочно надо сойти на берег — звонок из Кристиании. Отец был в панике: «Что случилось? Как узнали, что я здесь? Неужели что-нибудь с детьми — о боже!» Отец оделся, прыгнул в лодку и как одержимый принялся грести. Запыхавшись, он ворвался на телеграф: «В чём дело, кто меня вызывает?» — «Да это газета „Сюннмёрепост“ просит вас, профессор, позвонить в газету „Верденс Ганг“. Дело в том, что кто-то достиг Северного полюса».
Господи! Всего-то! Он пишет в дневнике: «Я возликовал от облегчения. Значит, с детьми ничего не случилось, а я-то думал, меня наверняка вызывают из-за них. А потом я рассвирепел, какое мне, к черту, дело, что кто-то там вернулся с Северного полюса». <…> «Когда-то Северный полюс был для меня делом всей жизни. Я мог и должен был внести свой вклад в это дело. А потом кончилось это, и новые дела заполнили мою жизнь. И сейчас мне настолько это неинтересно, что даже не хочется сойти на берег и узнать подробности. Должно быть, это Пири наконец-то добился своего. Настойчивости у него не отнимешь — год за годом тратить на это».

В 1909 году Нансен совместно с Бьёрном Хелланн-Хансеном выпустил обобщающую монографию об океанологии Норвежского моря, основанную на материалах плавания «Микаэля Сарса» в 1900 году. В том же году началась публикация отдельными выпусками монографии «Север в тумане прошлого» (норв. Nord i Tåkeheimen), полностью опубликованной в 1911 году. Она была посвящена истории исследования Арктики с древнейших времён до начала XVI века и была основана на многочисленных первоисточниках, причём переводы с неизвестных ему языков (например, латинского или арабского) Нансен заказывал у специалистов в Лондоне, сам же проанализировал содержание скандинавских саг. Тогда же он опубликовал в «Географическом журнале» статью о норманнах в Америке.
В тот же период Нансен активно помогал Амундсену в финансировании экспедиции на «Фраме», основав для этого специальный фонд. Амундсен уже тогда решился изменить свои планы — идти к Южному, а не к Северному полюсу, но письмо Нансену с извещением об этом отправил только после выхода из Норвегии. Нансен всецело встал на сторону соотечественника, хотя позднее признавался сыну Одду, что видел отплытие «Фрама» из своего кабинета в «Пульхёгде», и это было одним из самых горестных событий в его жизни. Р. Скотт ранее уже обращался к Нансену за консультациями, готовя собственный поход к Южному полюсу. Уже в Австралии Скотт узнал об изменении планов Амундсена — начиналась «полярная гонка» — и обратился с запросом к Нансену. Нансен ответил краткой телеграммой: «Не в курсе дела», хотя это не соответствовало действительности. Нансен же выступил защитником Амундсена перед общественным мнением Норвегии и Великобритании, обвинявшим полярника в недобросовестной конкуренции.
На рубеже 1911—1912 годов начался бурный роман Нансена и Кетлин Скотт — жены Роберта Скотта, причём Нансен не прерывал отношений и с Сигрун Мунте, да и вообще приобрёл стойкую репутацию дамского угодника. На чествовании Амундсена в Норвегии Нансен не присутствовал, находясь вместе со старшим сыном Коре в экспедиции на Шпицбергене, не было его и на похоронах Ялмара Йохансена, покончившего с собой в январе 1913 года.
После смерти сына Осмунда в 1913 году Нансен принял предложение американского бизнесмена норвежского происхождения Юнаса Крейна отправиться в путешествие на пароходе «Коррект» по трассе Северного морского пути, в основном с целью исследования возможностей его использования для торговли между Азиатской Россией и Европой. Это не была научная экспедиция, Нансен был лишь пассажиром. Пересев в устье Енисея (в Дудинке) с «Корректа» на «Омуль» Степана Востротина, полярник поднялся по Енисею с остановками до Красноярска, где провёл 4 дня в различных встречах, и далее через Китай по Китайско-Восточной железной дороге доехал до Владивостока, откуда вернулся автомобилями, лошадьми и на тот момент недостроенным северным путём Транссибирской магистрали в Норвегию через Екатеринбург, где участвовал в заседании Русского Географического общества, доложив о плавании по Енисею. По пути из Владивостока Нансен заехал в Хабаровск, где познакомился с известным русским путешественником, исследователем Уссурийского края подполковником Владимиром Арсеньевым, с которым у Нансена завязалась дружба. Путешественники вели переписку и обменивались своими книгами и научными трудами вплоть до смерти Нансена в 1930 году. По результатам поездки по Сибири Нансен написал книгу «В страну будущего». В этом путешествии Нансен близко познакомился с российским укладом жизни и многими активными чиновниками, что помогло ему в дальнейших миссиях в России в 1920-е годы. С этой поры он неизменно интересуется проблемами России.
Незадолго до начала Первой мировой войны Нансен вместе с Б. Хелланд-Хансеном совершил короткое океанографическое плавание к Азорским островам.
С начала мировой войны 1914 года Норвегия объявила о своем нейтралитете, так же как и Швеция и Дания. Нансен был назначен президентом Норвежского союза обороны, не отказавшись, впрочем, от своих обязанностей в университете. В апреле 1917 года в войну вступили США и в связи с этим ввели эмбарго по отношению к Европе. Норвегия столкнулась с проблемой нехватки продовольствия: бо́льшая его часть закупалась как раз в Соединённых Штатах. Кроме того, были реквизированы все суда, строившиеся на верфях США для зарубежных заказчиков, среди которых было много норвежских фирм. Нансен был направлен в Вашингтон в качестве норвежского посланника и после долгих месяцев переговоров смог обеспечить поставки в Норвегию продовольствия и других необходимых товаров, однако в стране пришлось вводить карточную систему. Поскольку норвежское правительство колебалось — условия договора были крайне жёсткими, Нансен подписал его под личную ответственность. Немалую помощь оказал Нансен и при снаряжении новой экспедиции Амундсена на корабле «Мод».

## Нансен и Лига Наций
В октябре 1918 года Нансена избрали ректором Университета Кристиании, не спросив его согласия, но он категорически отказался от поста. Тогда же он был избран председателем Норвежского союза по созданию Лиги Наций, это предопределило всю его деятельность на протяжении следующих 12 лет, до самой его кончины. Р. Хантфорд утверждал, что для Нансена это было наилучшим приложением его неуёмной энергии. Нансен, несмотря на традиционный нейтралитет скандинавских государств, добился избрания Норвегии полноправным членом Лиги в 1920 году и стал одним из трёх делегатов Генеральной ассамблеи Лиги.
С апреля 1920 года Нансен занимался по линии Лиги Наций вопросами репатриации около полумиллиона военнопленных, разбросанных по разным странам мира. Более 300 000 из репатриантов были уроженцами России, охваченной гражданской войной. Уже в ноябре 1920 года Нансен отчитался перед Ассамблеей, что добился возвращения 200 тысяч человек на родину, и подчеркнул, что и предположить не мог, что столкнётся с таким количеством человеческих страданий. В окончательном отчёте 1922 года он заявил, что репатриировано 427 886 военнопленных из более чем 30 стран. Некоторые биографы утверждают, что это предприятие Нансена по крайней мере не уступает его арктическим начинаниям.

### Голод в России
Ещё в 1920 году, анализируя положение в России, Нансен предсказывал начало серьёзного голода. По предложению британского делегата Филипа Ноэль-Бейкера, с 1 сентября 1921 года Нансен занял должность Верховного комиссара Лиги по делам беженцев. Отныне его основной задачей становилось возвращение на родину более 2 миллионов русских беженцев, разбросанных по разным странам мира из-за перипетий русской революции. Одновременно он по собственной инициативе занялся проблемой голода, который прямо затронул более 30 миллионов человек в стране, охваченной гражданской войной. Это сильно повредило репутации Нансена, которого стали обвинять в «большевизме» и отстаивании интересов советского правительства. Лига отказалась принять участие в помощи голодающим. Нансену пришлось привлекать к помощи частные организации, и его усилия имели довольно скромный результат. Побывав в России, Нансен с негодованием говорил на сессии Лиги 30 сентября 1921 года:

Положение таково: в Канаде нынче такой хороший урожай, что она могла бы выделить зерна втрое больше, чем необходимо для предотвращения страшного голода в России. В США пшеница гниёт у фермеров, которые не могут найти покупателей для излишков зерна. В Аргентине скопилось такое количество кукурузы, что её некуда девать и ею уже начинают топить паровозы. Во всех портах Европы и Америки простаивают целые флотилии судов. Мы не знаем, чем их загрузить. А между тем рядом с нами на Востоке голодают миллионы людей. Наше мероприятие можно осуществить не иначе, как с поддержкой Лиги. Пусть Лига Наций придёт нам на помощь, и давайте не будем лицемерить. Будем смотреть фактам в лицо, примем их такими, каковы они на самом деле. Правда ли, что в настоящий момент правительства никак не могут выделить 5 миллионов фунтов? Они не могут сообща набрать эту сумму, а ведь она составляет лишь половину того, во что обходится постройка одного боевого корабля! Пища лежит в Америке, но некому её взять. Неужели Европа может сидеть спокойно, ничего не предпринимая для того, чтобы доставить сюда пищу, которая нужна для спасения людей по сю сторону океана? Я не верю этому. Я убежден, что народы Европы заставят свои правительства принять должное решение.
Работе Нансена по репатриации беженцев препятствовало и то, что у большинства из них не было документальных свидетельств происхождения или гражданства, как не было и юридического статуса в стране пребывания. Нансен предложил идею так называемого «нансеновского паспорта» — удостоверения личности для людей, лишившихся гражданства. В начале 1920-х годов нансеновские паспорта признавали более 50 правительств, это позволяло беженцам на законном основании пересекать границы, искать работу и т. п. Среди обладателей нансеновского паспорта были и всемирно известные деятели, например, Марк Шагал, Игорь Стравинский, Анна Павлова.
Изначально паспорт Нансена предназначался только для русских эмигрантов, но со временем стал выдаваться и другим группам беженцев. После греко-турецкой войны 1919—1922 годов Нансен отправился в Стамбул, тогдашнюю столицу Турции, по вопросу переселения сотен тысяч этнических греков, бежавших из Турции после провала греческой интервенции, причём греческое государство было не в состоянии принять их. Нансену удалось разработать схему обмена населением, по которой полмиллиона турок с территории Балкан были возвращены в малоазиатскую Турцию. Денежные пожертвования позволили обеспечить компенсацию их имущественных потерь; они же позволили найти на родине работу и жильё репатриированным грекам. Несмотря на многочисленные разногласия по финансовым вопросам, план в основном был претворён в жизнь.
Находясь на Лозаннской конференции, Нансен получил известие о присуждении ему Нобелевской премии мира. По воспоминаниям дочери Лив, он понятия не имел, что правительства Дании и Норвегии выставили его кандидатуру — прежде всего за его заслуги в деле репатриации военнопленных и помощь голодающим в России, а также за вклад, который он внёс своей деятельностью в достижение взаимопонимания между народами и налаживание мирных отношений между странами. Сумма премии составила 122 тысячи крон. Бо́льшую часть полученной суммы Нансен истратил на устройство в СССР двух показательных сельскохозяйственных станций в Росташах и Михайловке, остальную часть пожертвовал в пользу греческих беженцев. Вслед за Нобелевской премией Нансен получил такую же сумму от датского издателя Альфреда Эриксена; эти деньги он полностью израсходовал на те же цели. В музее «Фрама» имеются стенды, посвящённые организованной Ф. Нансеном гуманитарной помощи жертвам голода в Поволжье в период гражданской войны в России.

### Помощь Советской Армении
В 1924 году Нансен получил поручение Лиги наций заняться армянскими беженцами. Однако ещё до этого, на первой сессии Лиги Нансен внёс предложение о приёме Армении в её члены, подчеркнув, что армяне как никогда нуждаются в помощи. С 1925 года много усилий Нансен посвятил помощи армянским беженцам — жертвам геноцида армян в Османской империи. Его целью было возвращение беженцев в Советскую Армению; примечательно, что главную помощь Нансену оказывал Видкун Квислинг — будущий руководитель марионеточного норвежского правительства во время немецкой оккупации. Нансен активно посещал лагеря беженцев — в том числе в Египте, а после поездки по Советской Армении предложил Лиге Наций финансировать орошение 36 тыс. га земель (360 км²), что позволило бы разместить и обеспечить работой 15 тысяч человек. Этот план провалился, однако Нансен с тех пор стал одним из героев армянского народа. Всего от геноцида армян Нансеном было спасено около 320 тыс. человек, которые в дальнейшем по «нансеновским» паспортам смогли получить убежища в различных странах, в том числе в Сирии. По возвращении на родину норвежцем была написана полная симпатий и уважения к армянскому народу книга «По Армении» (норв. Gjennem Armenia).
Помимо своих прямых обязанностей комиссара, во время работы в Генассамблее Лиги Наций Нансен высказывался и по многим другим важнейшим мировым проблемам. Он полагал, что главной заслугой Лиги Наций стала возможность малым странам, подобным Норвегии, участвовать в решении важнейших международных задач. Нансен подписывал Конвенцию о рабстве от 25 сентября 1926 года, запрещавшую использование принудительного труда. Одновременно он проявил горячее участие в вопросе о принятии Германии в ряды Лиги Наций, которое состоялось в сентябре 1926 года.

## Последние годы жизни
17 января 1919 года Нансен женился на Сигрун Мунте, которая развелась с мужем за год до того. Своим детям Нансен сообщил о свадьбе постфактум, Лив Нансен в мемуарах пишет о новом браке отца более чем сдержанно. Перед этим Нансен сделал предложение Кэтлин Скотт, которая отвергла именитого жениха под предлогом разницы в возрасте: ей был 41 год, Нансену — 58 лет. В дневнике К. Скотт писала, что «Сигрун лучше подходит Фритьофу, потому что давно любит его, добра и мила и родом из той же страны, что и он». Отношения с С. Мунте Нансен поддерживал постоянно, и после смерти Евы Нансен она фактически стала членом семьи. Р. Хантфорд писал, что новый брак Нансена был неудачным, а «отношения супругов были пропитаны ненавистью». Однако, по мнению Н. Будур, сохранившаяся переписка свидетельствует об обратном. В то же время Н. Будур пишет, что «Сигрун воспринималась Фритьофом как нечто само собой разумеющееся — именно нечто, а не некто, потому что по большому счёту его никогда не интересовали её чувства. Он страшно злился на неё, когда она что-то делала против его воли или у неё что-то не получалось».
Светское общество не приняло нового брака Нансена, почти прекратилось общение с ним королевской четы. В частности, Сигрун Нансен не получила положенного ей по статусу приглашения на бракосочетание кронпринца Улафа и кронпринцессы Марты, состоявшееся 21 марта 1929 года. Сам Нансен тогда находился в США.
Несмотря на занятость в Лиге Наций, Фритьоф Нансен находил время на научную работу и продолжал активно публиковаться. В 1926 году он начал разработку комплексной экспедиции на дирижабле «Граф Цеппелин» и несколько раз встречался с его конструктором Гуго Экеннером. Было основано общество «Аэроарктика», которое даже издавало свой журнал. Однако не хватало средств, поэтому пионером пересечения Арктики на дирижабле с достижением Северного полюса оказался Руаль Амундсен. Нансен же произнёс некролог в честь Амундсена, погибшего, предположительно, в водах Баренцева моря в июне 1928 года.
В 1926 году Нансен был избран почётным ректором Университета Сент-Эндрюс, став первым иностранцем, удостоенным этой чести. Его инаугурационная речь была своего рода философским завещанием учёного, в частности, он сказал:

Все мы ищем в жизни «иных берегов», чего ещё мы можем требовать? Наше дело найти к ним дорогу. Дорогу долгую, трудную, быть может, но она зовёт нас, и мы не можем не идти. Глубоко в нашей природе, в каждом из нас коренится дух дерзания. Зов пустынь трепещет во всех наших поступках и возвышает, облагораживает нашу жизнь.
Последние два года жизни Нансен страдал от сердечных заболеваний (мерцательная аритмия) и флебита, однако по-прежнему вёл активный образ жизни. В Америке в 1929 году начался последний роман Нансена — он познакомился с журналисткой Брендой Уланд (1891—1985). Бренда, 30 годами моложе его, была известной деятельницей феминистского движения. Нансен постоянно переписывался с ней после возвращения в Норвегию, вплоть до своей кончины. О степени близости отношений свидетельствует тот факт, что Нансен даже послал ей несколько своих фотографий в обнажённом виде. В начале XXI века переписка Нансена и Уланд была опубликована.
13 мая 1930 года Фритьоф Нансен скончался на веранде своего дома; похороны были назначены на день национального праздника — 17 мая. Поскольку Нансен вышел из официальной церкви, была проведена гражданская панихида в актовом зале университета Осло, был дан салют из Акерсхуса. На похоронах присутствовали король Хокон VII, Бьёрн Хелланн-Хансен, Отто Свердруп, Филип Ноэль-Бейкер (командированный от Лиги Наций), генерал-майор Дитриксон — соратник по Гренландии, и другие. Согласно его завещанию, тело Нансена было кремировано; дочь Лив вспоминала, что при этом не было никаких речей, только оркестр играл «Смерть и девушку» (Струнный квартет № 14 в ре минор) Шуберта, которую любила исполнять Ева Нансен. Урна с прахом учёного была захоронена под одной из берёз в «Пульхёгде».

## Личность
Все авторы, писавшие о Нансене, подчёркивали его патриотизм. Биограф Тур Буманн-Ларсен писал: «Слава отечества — краеугольный камень нансеновской вселенной, цель, которой призваны служить и землепроходческие, и научные достижения». Однако, будучи последовательным норвежским патриотом, он резко выступал против национализма, как, например, было в 1905—1909 годах во время дискуссии о национальном языке. Этим же объясняется практическое неучастие Нансена во внутриполитических делах Норвегии в 1920-е годы. Вдобавок, перипетии отношений короля и парламентских партий (что привело в 1911 году к политическому кризису) способствовали разочарованию Нансена в идеалах демократии.
Равным образом, многие авторы, обращавшиеся к наследию Нансена, подчёркивали чрезвычайную сложность, многогранность и противоречивость его натуры. Так, поэт Арне Гарборг ещё в 1890 году признал Нансена олицетворением противоречий Пера Гюнта. Впрочем и сам Нансен признавал своё глубокое духовное родство с персонажами Ибсена, а Бранда сознательно сделал своим идеалом.
Дочь Нансена Лив в 1950-х годах так характеризовала его:

Отца… мучили гамлетовские противоречия. Он был реалистом и практиком, прост и ясен как день, как настоящий учёный он отлично разбирался в фактах; и однако же не в меньшей степени ему были свойственны самоуглубленность, вечные искания, лиризм и причудливая изменчивость настроений; это был человек свободнейший и в то же время глубоко связанный, уверенный в себе и смиренный, юморист и меланхолик — все вместе, одним словом, характер самый что ни на есть шекспировский. Верный и горячий в дружбе, он почти всегда был одинок. Человек деятельный и в то же время мечтатель: человек, разносторонний по своим способностям и интересам, и в то же время простой и обыкновенный. В нём была огромная жажда жизни, но ещё сильнее было его стремление к духовной гармонии и целостности. Дитя, все время мечтавшее о тепле и нежности, но сумевшее без них прожить. Он всегда предпочитал думать о людях только хорошее, но полагался лишь на себя самого. В любой вопрос он вникал так, чтобы уж исчерпать его до дна, а себя самого так и не познал до конца.
По Лив Нансен, её отец исповедовал следующее credo: мир создан без какой-либо определённой цели, свойства людей унаследованы, а все поступки человека диктуются инстинктом, потребностью и чувством. Душа неотделима от органической материи, соответственно, не существует ничего потустороннего, как и Бога. Единственная цель жизни — в развитии своих способностей, чтобы можно было их передать грядущим поколениям. Подробно свои философские взгляды Нансен изложил в статье «Моя вера», опубликованной американским журналом «Форум» в декабре 1929 года, она показывает, что мировоззрение Нансена мало поменялось по сравнению с молодостью.
Последовательное претворение идеалов в жизнь зачастую с трудом переносилось окружающими. Дочь Нансена — Лив — вспоминала, что всем было бы намного легче, если бы Нансен не держал своих детей в строгости, однако сам он полагал, что таким образом воспитывает в детях характер. Он никогда не экономил на пожертвованиях людям искусства и всем нуждающимся в помощи, однако семью держал в спартанской обстановке.
Особенности характера Нансена отмечали и его спутники по экспедициям. Например, после того, как «Фрам» покинул Вардё (22 июля 1893 года), Нансен обнаружил, что пропала одна бутылка пива из бортовых запасов. Команду выстроили на палубе, и Нансен выказал свой гнев — в первый и последний раз за всю экспедицию. Бутылка, однако, так и не нашлась. Норвежский писатель Т. Саннес, комментируя этот эпизод, отмечал, что «Нансен… в обиходе был прост и общителен, однако становился суровым и замкнутым, едва ли не резким, когда что-то делалось не так, как ему казалось нужным». Свердруп, по выражению Н. Будур, «брызгал ядом», описывая в дневнике подробности выхода Нансена к Северному полюсу. По его словам, «весь экипаж устал от своего „вожака“, его мрачности и угрюмости, а также бесконечного эгоцентризма». Эти черты Нансена подчёркивала и его вторая жена — Сигрун Мунте. В одном из писем она указывала (обращаясь к подруге): «Никогда не противоречь Нансену, это совершенно невозможно».
Доставалось и спутнику Нансена по походу к Северному полюсу — Ялмару Йохансену. 31 марта 1895 года Йохансен провалился в полынью при −40°С. Нансен при этом двигался дальше, а когда Йохансен сказал, что было бы неплохо избавиться от ледяного доспеха, Нансен обозвал его «бабой». Сам он описал этот эпизод только в некрологе 1913 года. По воспоминаниям Йохансена, вплоть до наступления нового, 1896 года, они с Нансеном были на «Вы», причём Йохансен называл его «доктор» и «господин начальник экспедиции». Только после полугода жизни в землянке отношения стали менее формальными.
Интересной особенностью Нансена была любовь к холоду, который он считал полезным для здоровья. Он с молодости привык ходить зимой в вязаном лыжном костюме без верхней одежды, его личный кабинет и в «Готхобе», и в «Пульхёгде» никогда не отапливался. Ева Нансен вспоминала, что в их спальне иногда замерзала вода для умывания. Это отлично было известно современникам: в одной из газет была опубликована карикатура, в которой Нансен был изображён сидящим голым на ледяной глыбе, причём по лбу его от жары струился пот.

## Увековечивание памяти
В 1954 году ООН учредила Медаль Нансена, которая была преобразована в 1979 году в премию его имени, присуждаемую ежегодно от имени Верховного комиссара ООН по делам беженцев.
В честь Нансена названы многочисленные географические объекты: котловина Нансена и хребет Нансена-Гаккеля в Северном Ледовитом океане; в центральном Юконе именем Нансена назван стратовулкан. В Антарктиде именем Нансена названы две горы, открытые в своё время Робертом Скоттом и Руалем Амундсеном, и остров. В честь Нансена также названы острова на Земле Франца-Иосифа и в архипелаге Норденшельда. Всего имя Нансена на карте Арктики и Антарктики упоминается 25 раз.
Астроном Сергей Белявский назвал открытый им 2 апреля 1916 года астероид — (853) Нансения. В 1964 году Международный астрономический союз (МАС) присвоил имя Нансена ударному кратеру близ Северного полюса Луны (координаты: 80,9° с. ш. 95,3° в. д., диаметр 104 км). Астронавты «Аполлона-17» назвали именем Нансена небольшой кратер у подножия горы Южный массив, в районе своей посадки в долине Таурус—Литтров в 1972 году. Во избежание дублирования, МАС в 1973 году официально переименовал его в Нансен—Аполлон. Кратер известен тем, что поездка к нему астронавтов Юджина Сернана и Харрисона Шмитта на «Лунном Ровере» стала самой протяжённой (9,1 км) и самой продолжительной (73 минуты) за всё время реализации программы «Аполлон». У кратера был найден самый древний образец лунной породы (4,6 млрд лет ± 0,1 млрд лет).
В бывшей усадьбе Нансена «Пульхёгда» с 1948 года располагается Институт Фритьофа Нансена — независимое учреждение, занимающееся исследованиями в области защиты окружающей среды, энергетики и разработки методов и политики управления использованием ресурсов. В честь учёного имя Nansenia получил род мезопелагических рыб семейства Microstomatidae.
В 1968 году советский режиссёр Сергей Микаэлян создал совместно с норвежскими кинематографистами фильм «Всего одна жизнь — история Фритьофа Нансена» (норв. Bare et liv – Historien om Fridtjof Nansen). Сюжет фильма включает три ключевых эпизода: экспедицию Нансена к Северному полюсу, его работу в Лиге Наций и участие в ликвидации голода в России. В главной роли — Кнут Вигерт. В 1985 году образ Нансена был воплощён Максом Фон Сюдовым в мини-сериале «Последнее место на Земле».
В начале 2000-х годов на вооружение ВМФ Норвегии поступили фрегаты типа «Фритьоф Нансен». Головное судно «Фритьоф Нансен» вступило в строй в 2003 году, два следующих судна получили имена «Отто Свердруп» и «Руаль Амундсен».
Ещё в 1930 году Московский совет рабочих и красногвардейских депутатов принял решение установить Нансену памятник, но планы не были реализованы. И только спустя 72 года, 18 сентября 2002 года в Большом Лёвшинском переулке, напротив здания Российского Международного Красного Креста, был установлен памятник работы народного художника СССР В. Г. Цигаля. Памятник изготовлен на пожертвования от UDI (норв. Utlendingsdirektoratet — Норвежского директората по делам иностранцев), «Музея Фрама», Союза армян России и коммерческих фирм. Расходы по установке взяло на себя Правительство Москвы.
В 1930-х годах имя Нансена носил Объединённый диспансер № 6 — ныне консультативно-диагностический центр № 2 на Миллионной улице, 6 в районе Богородское в Москве, построенный на личные средства Нансена. В 1998 году в Харькове создано общество дружбы «Украина—Норвегия. Памяти Нансена».
В честь Нансена названы улицы в Белфасте, Виннице, Ереване, Глазго, Калининграде, Манчестере, Москве, Норильске, Нью-Йорке, Ростове-на-Дону, Рыбинске, Софии и в Серове.
В 1995 году по инициативе Николая Рыжкова был создан Фонд имени Фритьофа Нансена, который в 2002 году был перемещён в Армению и зарегистрирован в Ереване.
14 сентября 2010 года была открыта мемориальная доска Фритьофу Нансену на здании вокзала станции Ртищево-I, где он провёл три дня во время поездки по голодающему Поволжью в ноябре 1921 года. «Фондом Нансена» в Ртищево была создана распределительная база помощи голодающим, в двух столовых бесплатно кормили 830 детей-сирот и нуждающихся.
26 января 2011 года было объявлено о том, что в Армении в городе Гюмри будет открыт дом-музей, посвящённый норвежскому гуманисту, а также были отпечатаны памятные медали и монеты. В ноябре 2011 года в Армении широко праздновалось 150-летие Нансена. В рамках мероприятия в Ереване, в присутствии высокопоставленных лиц армянского и норвежского государств, был открыт памятник Фритьофу Нансену. После этого президент Армении вручил его внучке Марит Грев паспорт статуса специального проживания в Республике Армения. Выразив благодарность, он отметил, что подобным паспортом Фритьоф Нансен дал тысячам армян возможность найти своё место в мире В этот же день министрами иностранных дел Армении и Норвегии была погашена почтовая марка. В связи с юбилеем норвежца президент Армении Серж Саргсян выпустил специальное послание, в котором отмечал, что «для армянского народа имя Фритьофа Нансена останется символом сконцентрированного воплощения совести и доброты мира». На 2011 год в Армении имя Нансена носит детский дом в Гюмри, школы в Армавире, Ереване, Спитаке, Степанаване и специальная школа-интернат в Дилижане. В Спитаке при содействии Норвежского Красного Креста открыта больница имени Нансена.
23 января 2011 года в Тромсё официально открылся юбилейный год Нансена — Амундсена, поскольку в 2011 году совпали две великие для норвежцев даты — 150-летие со дня рождения Фритьофа Нансена и 100-летие со дня достижения экспедицией Руаля Амундсена Южного полюса. Об открытии года объявил министр иностранных дел Норвегии Йонас Гар Стёре. Церемония проходила под открытым небом рядом с центром «Фрам», названным в честь знаменитого корабля, и арктическим музеем «Полярия».
14 апреля 2012 года глава Дагестана Магомедсалам Магомедов подписал указ об открытии мемориальной плиты на здании № 10 по улице Горького в Махачкале, напоминающей, что именно в этом доме в 1925 году останавливался Фритьоф Нансен, во время его недельного визита в Дагестан. Свой визит в Дагестан он подробно описал в книге «Через Кавказ на Волгу» (норв. Gjennem Kaukasus til Volga), изданной на норвежском, немецком и английском языках в 1929 году. Нансен отзывался о Дагестане как об очень интересной ему стране с большими экономическими возможностями.
4 апреля 2014 года в Самаре открыли знак в память об огромном вкладе Фритьофа Нансена в дело спасения жизней голодающих жителей Поволжья. Средства были собраны жителями Самары через интернет. Памятный знак представляет собой стеклянный куб, символизирующий лёд, с которым была связана жизнь полярника, с портретом Нансена и надписью на трёх языках: русском, английском и норвежском.
17 октября 2017 года в городе Марксе в Саратовской области открыт памятник в одноимённом сквере. Памятник был поставлен на том же самом месте, на котором Нансен бывал и разгружал продовольственную помощь. А в 2019 году на здании бывшей городской пристани открыта памятная доска со словами: «Доброму гению человечества от благодарных жителей Саратовской губернии».